# Berné
Pour les articles homonymes, voir Berne (homonymie).
Berné [bɛʁne] est une commune française située dans le département du Morbihan en région Bretagne.

## Géographie

### Localisation
Berné est une commune rurale appartenant à l'arrière-pays de Lorient. Le bourg est situé à vol d'oiseau à 28 km au nord de Lorient la grande ville la plus proche, à 32 km à l'ouest de Pontivy sa sous-préfecture de rattachement et à 61 km au nord-ouest de Vannes. Elle appartient par sa langue mais aussi ses traditions vestimentaires et son mobilier au Pays Pourlet. Un certain nombre d'habitants pratiquent encore cette langue.
| Priziac        | Saint-Caradec-Trégomel | Kernascléden |
| Meslan         | Berné                  | Inguiniel    |
| Guilligomarc'h | Plouay                 | Plouay       |

### Géologie et relief
La commune dispose d'un bel ensemble boisé, avec notamment la forêt domaniale de Pontcallec à l'est et le bois de Landordu au nord. La forêt de Pontcallec, une futaie de hêtres et de chênes, occupe la rive droite du Scorff et couvre 542 ha. Avec une superficie totale en bois de 1 062 ha, le taux de boisement de la commune est de 30%. Le paysage vallonné est empreint de douceur. Le village de Berné court sur un faisceau de petites crêtes moutonnières et domine des versants en pente douce qui ajoutent à son charme. Le sous-sol, essentiellement de nature granitique, renferme du minerai d'uranium. C'est un paradis pour les promeneurs qui aiment la nature calme, secrète et sauvage.
| - Carte de la commune de Berné et de ses environs. - Carte de la forêt de Pontcallec. |

### Voies de communication et transports
Voir Transports à Roi Morvan Communauté.

### Hydrographie
Pour un article plus général, voir Réseau hydrographique du Morbihan.
La commune est située dans le bassin Loire-Bretagne. Elle est drainée par le Scorff, le Pont er Bellec, le ruisseau de Kerloaz, le ruisseau du Coronc et le ruisseau de Kerustang,,.
La commune de Berné est bordée à l'est et au sud par le Scorff, un fleuve côtier qui se jette dans la rade de Lorient. Le Scorff coule au fond d'une vallée boisée et profondément encaissée. Il décrit un grand coude à l'extrémité sud-est de la commune. Son cours présente de nombreux rapides se prêtant à la pratique du kayak et matérialise la frontière avec les communes limitrophes de Inguiniel et de Plouay. À l'extrémité nord-est de la commune se trouvait l'étang de Pontcallec qu'alimentaient les eaux de la Rivière de Pontcallec,un affluent du Scorff avant qu'une vidange accidentelle ne survienne. Des cours d'eau plus modestes drainent le territoire communal : le Stang Hingant, un affluent de l'Aër et un sous-affluent de l'Ellé, qui prend sa source à Priziac et arrose le nord-ouest de la commune, le ruisseau de Kerloas, un affluent du Scorff, qui matérialise la frontière avec les communes limitrophes de Meslan et Guilligomarc'h.
Le Scorff, d'une longueur de 79 km, prend sa source dans la commune de Ploërdut et se jette  dans le Blavet en limite de Lorient et de Lanester, après avoir traversé 18 communes. 

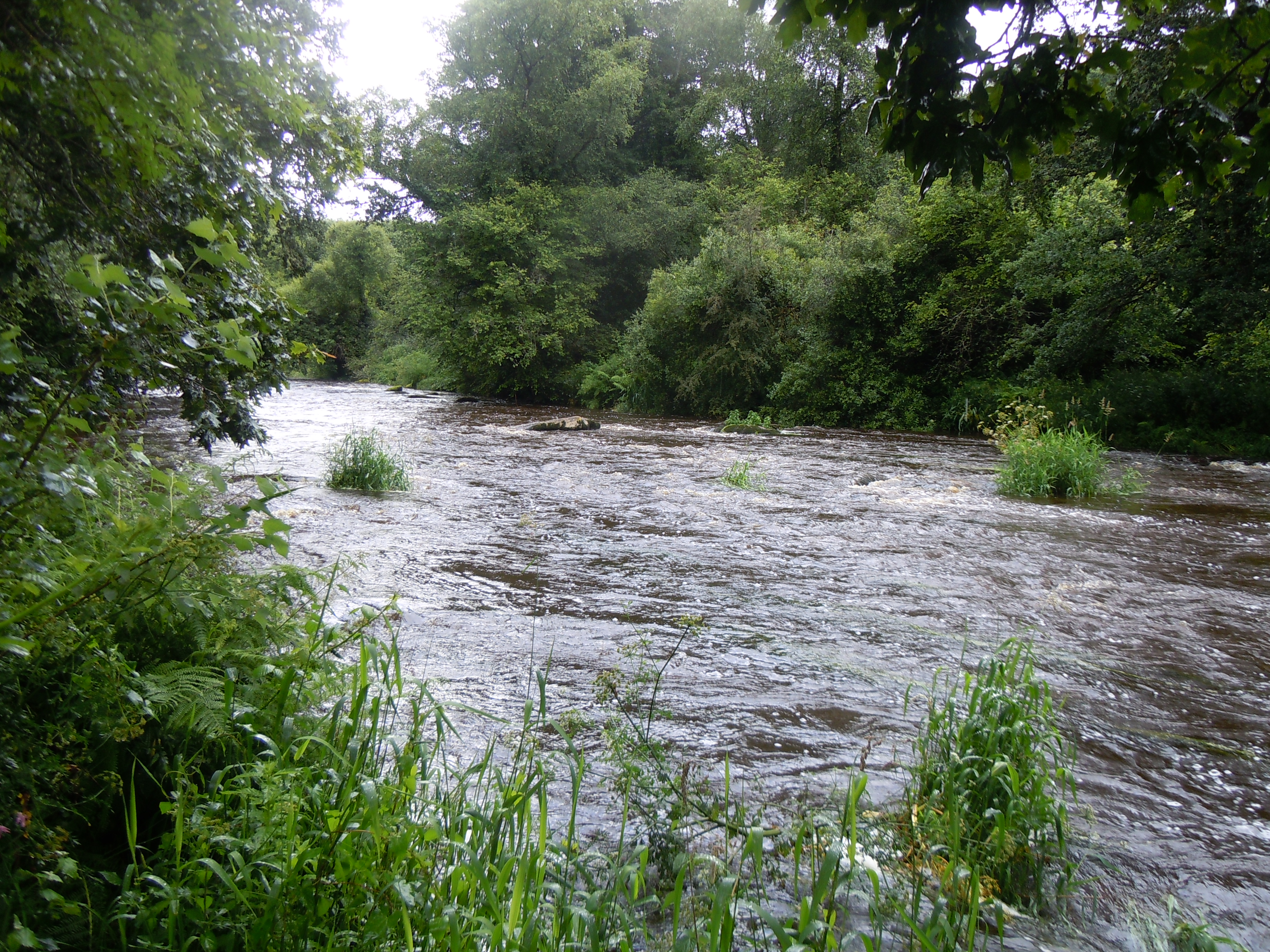
Le Scorff à Pontcallec.
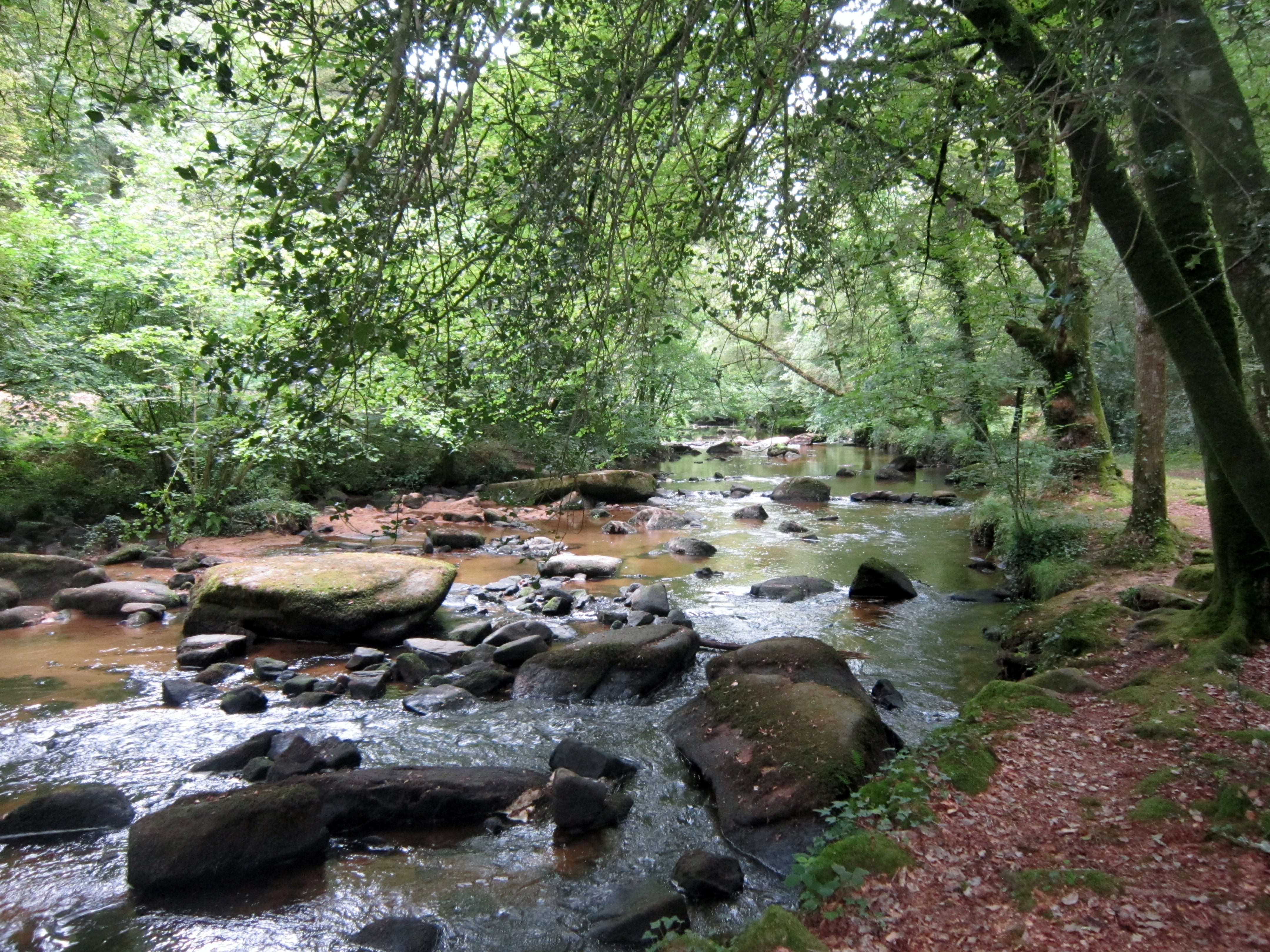
La Rivière de Pontcallec, en aval de l'ancien étang de Pontcallec et juste en amont de sa confluence avec le Scorff.

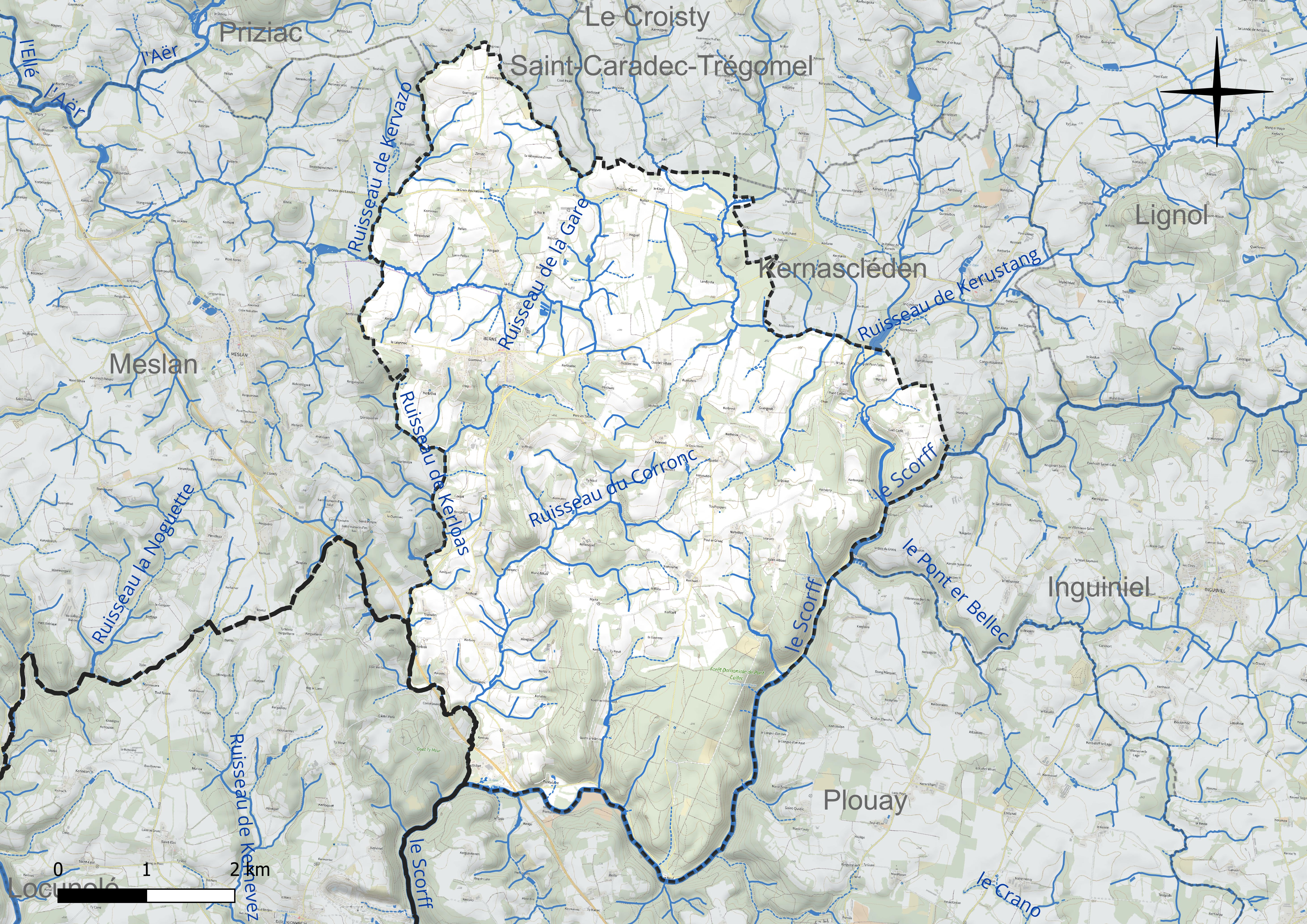
Réseau hydrographique de Berné.

### Climat
Pour des articles plus généraux, voir Climat de la Bretagne et Climat du Morbihan.
En 2010, le climat de la commune est de type climat océanique franc, selon une étude du CNRS s'appuyant sur une série de données couvrant la période 1971-2000. En 2020, Météo-France publie une typologie des climats de la France métropolitaine dans laquelle la commune est exposée à un climat océanique et est dans la région climatique Bretagne orientale et méridionale, Pays nantais, Vendée, caractérisée par une faible pluviométrie en été et une bonne insolation. Parallèlement l'observatoire de l'environnement en Bretagne publie en 2020 un zonage climatique de la région Bretagne, s'appuyant sur des données de Météo-France de 2009. La commune est, selon ce zonage, dans la zone « Intérieur  », exposée à un climat médian, à dominante océanique.
Pour la période 1971-2000, la température annuelle moyenne est de 11,3 °C, avec une amplitude thermique annuelle de 11,7 °C. Le cumul annuel moyen de précipitations est de 1 055 mm, avec 15 jours de précipitations en janvier et 7,6 jours en juillet. Pour la période 1991-2020, la température moyenne annuelle observée sur la station météorologique la plus proche, située sur la commune de Plouay à 10 km à vol d'oiseau, est de 11,8 °C et le cumul annuel moyen de précipitations est de 1 149,0 mm,. Pour l'avenir, les paramètres climatiques de la commune estimés pour 2050 selon différents scénarios d’émission de gaz à effet de serre sont consultables sur un site dédié publié par Météo-France en novembre 2022.

## Urbanisme

### Typologie
Au 1er janvier 2024, Berné est catégorisée commune rurale à habitat dispersé, selon la nouvelle grille communale de densité à sept niveaux définie par l'Insee en 2022.
Elle est située hors unité urbaine. Par ailleurs la commune fait partie de l'aire d'attraction de Lorient, dont elle est une commune de la couronne,. Cette aire, qui regroupe 31 communes, est catégorisée dans les aires de 200 000 à moins de 700 000 habitants,.

### Occupation des sols

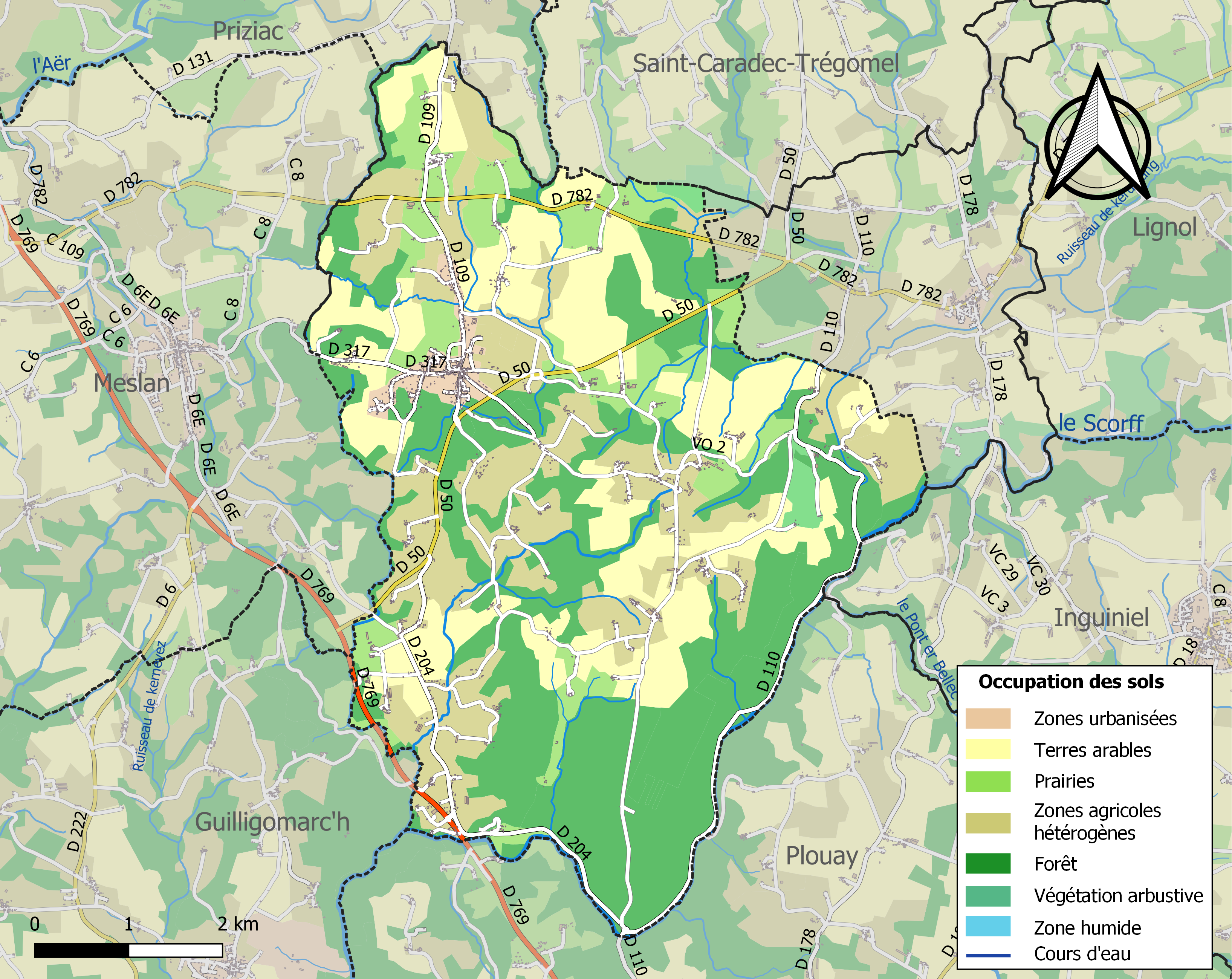
Carte des infrastructures et de l'occupation des sols de la commune en 2018 (CLC).

Le tableau ci-dessous présente l'occupation des sols détaillée de la commune en 2018, telle qu'elle ressort de la base de données européenne d’occupation biophysique des sols Corine Land Cover (CLC).
| Type d’occupation                                                                   | Pourcentage | Superficie (en hectares) |
| ----------------------------------------------------------------------------------- | ----------- | ------------------------ |
| Tissu urbain discontinu                                                             | 1,9 %       | 67                       |
| Terres arables hors périmètres d'irrigation                                         | 22,8 %      | 805                      |
| Prairies et autres surfaces toujours en herbe                                       | 10,9 %      | 383                      |
| Systèmes culturaux et parcellaires complexes                                        | 21,7 %      | 765                      |
| Surfaces essentiellement agricoles interrompues par des espaces naturels importants | 3,2 %       | 113                      |
| Forêts de feuillus                                                                  | 13,5 %      | 475                      |
| Forêts de conifères                                                                 | 0,03 %      | 1                        |
| Forêts mélangées                                                                    | 25,0 %      | 879                      |
| Landes et broussailles                                                              | 0,3 %       | 10                       |
| Forêt et végétation arbustive en mutation                                           | 0,7 %       | 25                       |
| Source : Corine Land Cover                                                          |             |                          |

## Toponymie
Le nom de la localité est attesté sous les formes Berrene, Berenne et Berene au XIVe,.
Le nom de la commune fait peut-être référence au dieu gaulois Brennos, mais une autre explication lierait ce toponyme à Bré et nec'h qui signifient la colline et haut en breton. Le nom de la localité est plus probablement issu du toponyme Bernac, toponyme que l'on retrouve sous les formes non évoluées de Prat Bernac et Goraem Bernac, lieux-dits situés à quelques kilomètres de Berné. Le passage de Bernac aux formes anciennes Berrene, Berenne et Berene peut s'expliquer soit par une évolution romane, soit par la simple disparition de la consomme finale du suffixe locatif -acum.
Le nom breton de la commune est Berne.

## Histoire

### Préhistoire

#### Menhir de Kerlivio
D'une hauteur de 4,50 mètres, la pierre dressée de Kerlivio ne fait que 50 centimètres d'épaisseur, lui donnant l'aspect d'une table de granite d'une grande finesse, accentuée par sa largeur de 2 mètres. D'après les témoignages mentionnant l'existence de piliers, cette pierre proviendrait de la dalle de couverture d'un dolmen utilisé comme abri par les habitants du village de Kerlivio pendant les bombardements de la Seconde guerre mondiale. Pendant le remembrement, en 1966, cette grande dalle a été déplacée et relevée à environ 500 mètres de son emplacement initial.
| - Le menhir de Kerlivio vu de face. - Le menhir de Kerlivio vu par la tranche. |

### Antiquité
L'espace gallo-romain de Berné appartenait-il à la cité des Osismes de Carhaix ou à la cité des Vénètes de Vannes ? On peut repérer au nord de la commune une construction. Il s'agit d'un camp dit castel César, de 300 mètres de circonférence. Le gros-œuvre qui reste visible à la fois sur le terrain et par image aérienne montre une levée et un fossé en terre. Le camp a fait l'objet de destructions en 1966. On note légèrement au nord la présence d'un espace carré et au sud-est les fondations dun bâtiment de type rectangulaire. Mais les mentions de type César sont souvent trompeuses. La base de données Mérimée du ministère de la Culture n'avance aucune datation. Certains auteurs émettent l'hypothèse d'un camp construit pendant le haut Moyen Âge. Des mentions toponymiques peuvent faire écho à l'existence de cet espace gallo-romain, la fontaine nouvellement baptisée Notre-Dame-de-l- Force s'appelait autrefois la fontaine Minerve.

### Moyen Âge

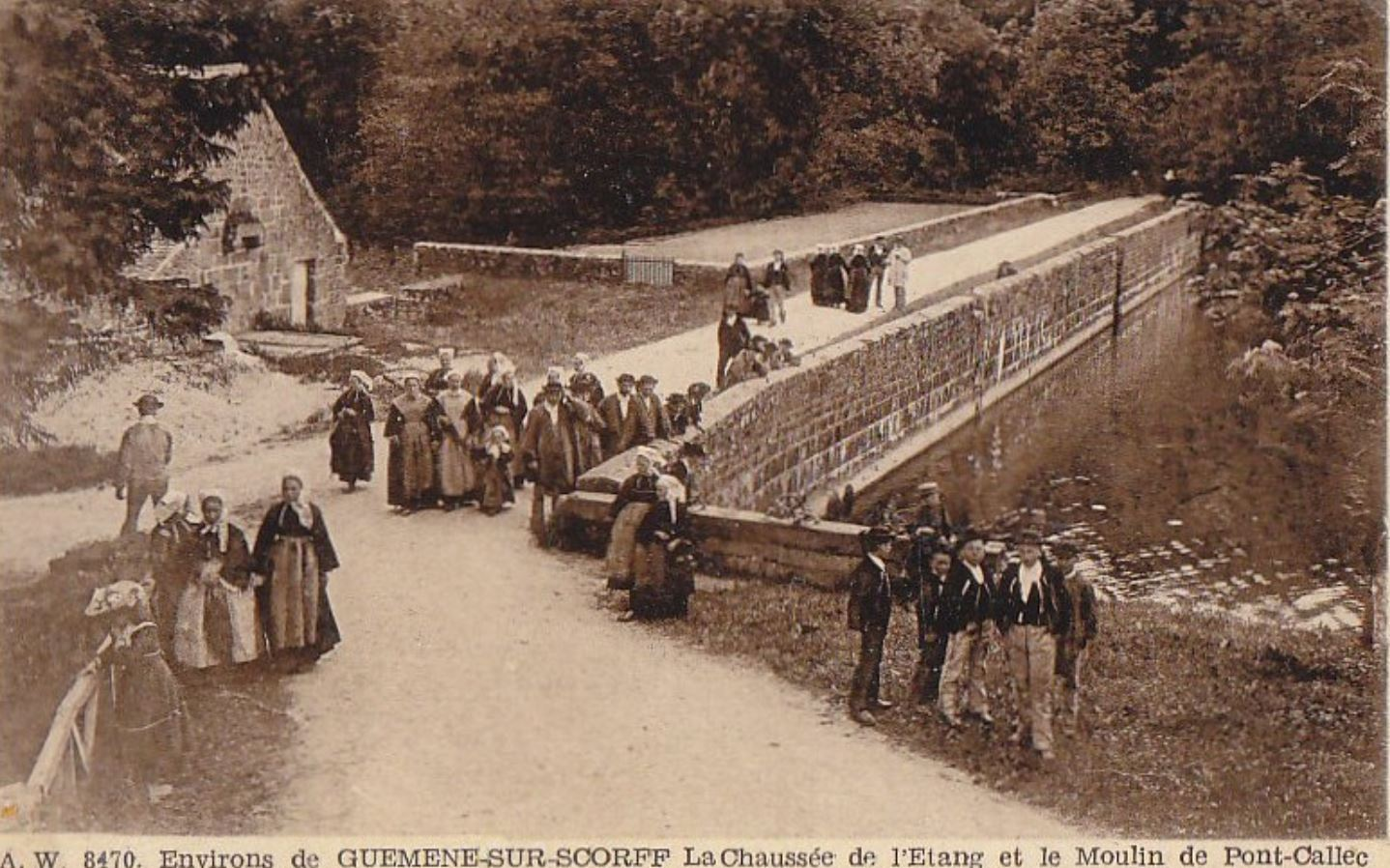
La chaussée de l'étang de Pontcallec, construite par le duc Jean II au XIIIe siècle,(carte postale du début du XXe siècle).

Berné dépendait de la châtellenie de Pontcallec dont les terres s'étendaient sur 12 paroisses. Le siège de la châtellenie se trouvait à Berné au lieu-dit Pontcallec. Au commencement il n'y avait à Pontcallec qu'un simple manoir mais celui-ci sera progressivement transformé en place forte par l'ajout de fortifications. La châtellenie faisait partie à l'origine du domaine ducal. C'est d'ailleurs le duc de Bretagne Jean II qui fit construire la chaussée sur un affluent du Scorff qui a donné naissance à l'étang de Pontcallec. Mais les ducs de Bretagne s'en dessaisiront à plusieurs reprises, une première fois au profit de la famille des Derval au XVe siècle et une seconde fois de la famille des Malestroit au XVIe siècle, Pontcallec passant aux mains de René Papin, seigneur de la Trévinière en 1575 grâce au mariage de celui-ci avec Anne de Malestroit.

### Temps modernes
La châtellenie passa par alliance (Marie Papin, fille de René Papin et Anne de Malestroit, dame de Pontcallec, épousa en 1598 Charles de Guer) dans les mains de la famille de Guer à la fin du XVIe siècle qui la gardèrent jusqu'à la Révolution française. La seigneurie fut érigée en marquisat en 1667 en faveur d'Alain de Guer.
En 1591, le château de Pontcallec fut assiégé et pris par les troupes du  duc de Mercœur, qui après avoir pillé le château, détruisirent la plus grande partie de ses fortifications. Mais le duc de Mercœur, voulant en faire une place forte, la fit réparer et y installa une garnison à sa solde. Cependant les troupes royalistes réussirent en 1594 à s'en emparer et le roi Henri IV y installa une garnison de 50 hommes. La chapelle privative du château, achevée en 1593 et située à l'emplacement de l'actuelle chapelle Sainte-Anne-des-Bois, devint une chapellenie en 1643 selon la volonté de Marie Papin, alors dame du lieu, et dédiée à Notre-Dame de Pontcallek. Elle fut, comme le château, ruinée pendant la Révolution française.
Chrysogone-Clément de Guer, marquis de Pontcallec, exécuté le 26 mars 1720, place du Bouffay à Nantes, avec trois autres gentilshommes des environs, pour avoir fait appel à l'Espagne afin de sauvegarder les libertés de la Bretagne. Il était considéré comme le chef de la conspiration qui porte son nom : la conspiration de Pontcallec.
Avant la Révolution, la petite seigneurie de Kerlois avait sa mouvance sur le territoire de la paroisse ; ses quelques vassaux devaient une redevance singulière et appelée la « viande de chevalier » ou dîner du chevalier.
Les sabotiers étaient nombreux à vivre aux abords de la forêt de Pontcallec. Elle leur fournissait en grande quantité la matière première dont ils avaient besoin pour fabriquer leurs sabots.
Cette commune est citée pour un incident survenu au pardon de Saint-Urlo en Lanvénégen pendant la révolte des Bonnets rouges.

### Révolution française et Empire

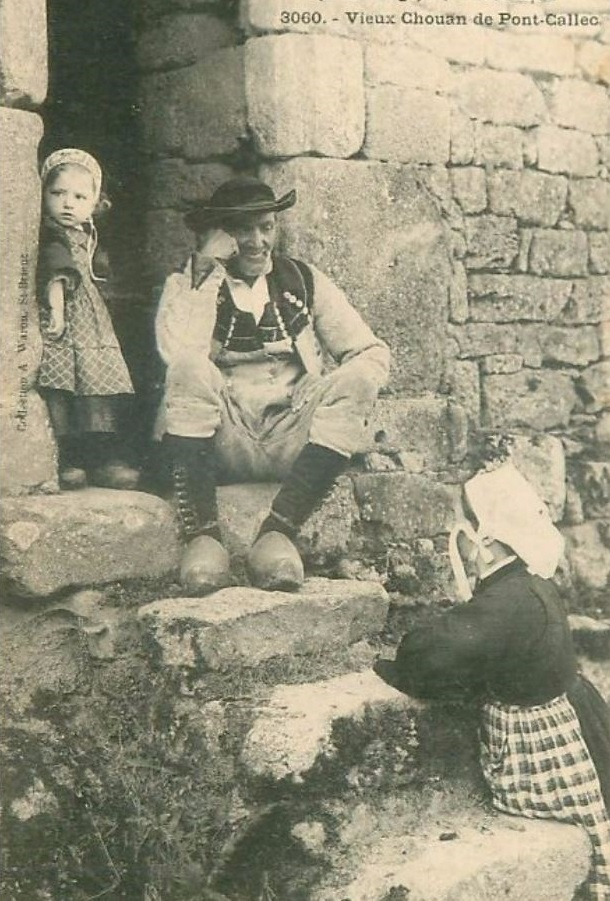
Vieux paysan de Pontcallec vêtu comme les anciens chouans prenant la pose au perron d'une maison.

Berné fut le théâtre de violents combats entre les bleus et les chouans. La forêt de Pontcallec et son château étaient des repaires de chouans et les bleus n'osaient guère s'y aventurer. Ainsi le directoire du Faouët dans un courrier qu'il adresse au district de Quimperlé le 16 novembre 1794, écrit ses lignes :  

« ...il existe dans la forêt de Pontcallec un rassemblement assez considérable, composé de brigands et de déserteurs qui ont des chefs. Ces hommes sont presque tous armés et habillés en paysans; quelques-uns seulement, et en petit nombre, sont habillés en bourgeois. Ils sortent par bandes de ce bois pour faire des irruptions dans les communes voisines. il est à la connaissance de plusieurs que tous les jours cette troupe s'augmente..deux particuliers ont dit qu'il y avait un rassemblement de plus de 1000 hommes dans la forêt de Pontcallec... »

En 1794 les bleus réussir à capturer dans la forêt le capitaine des chouans Jean Salvar, fils du meunier du moulin de Restinois en Meslan, et dix de ses hommes. Mais les chouans eurent leur revanche. En décembre 1795 deux bataillons de républicains furent assaillis par les chouans au carrefour de la croix de la nation et leurs rangs furent décimés. La croix de la nation doit d'ailleurs son nom à cette bataille, le mot nation désigne en effet les soldats républicains.

### Époque contemporaine

#### LeXIXesiècle

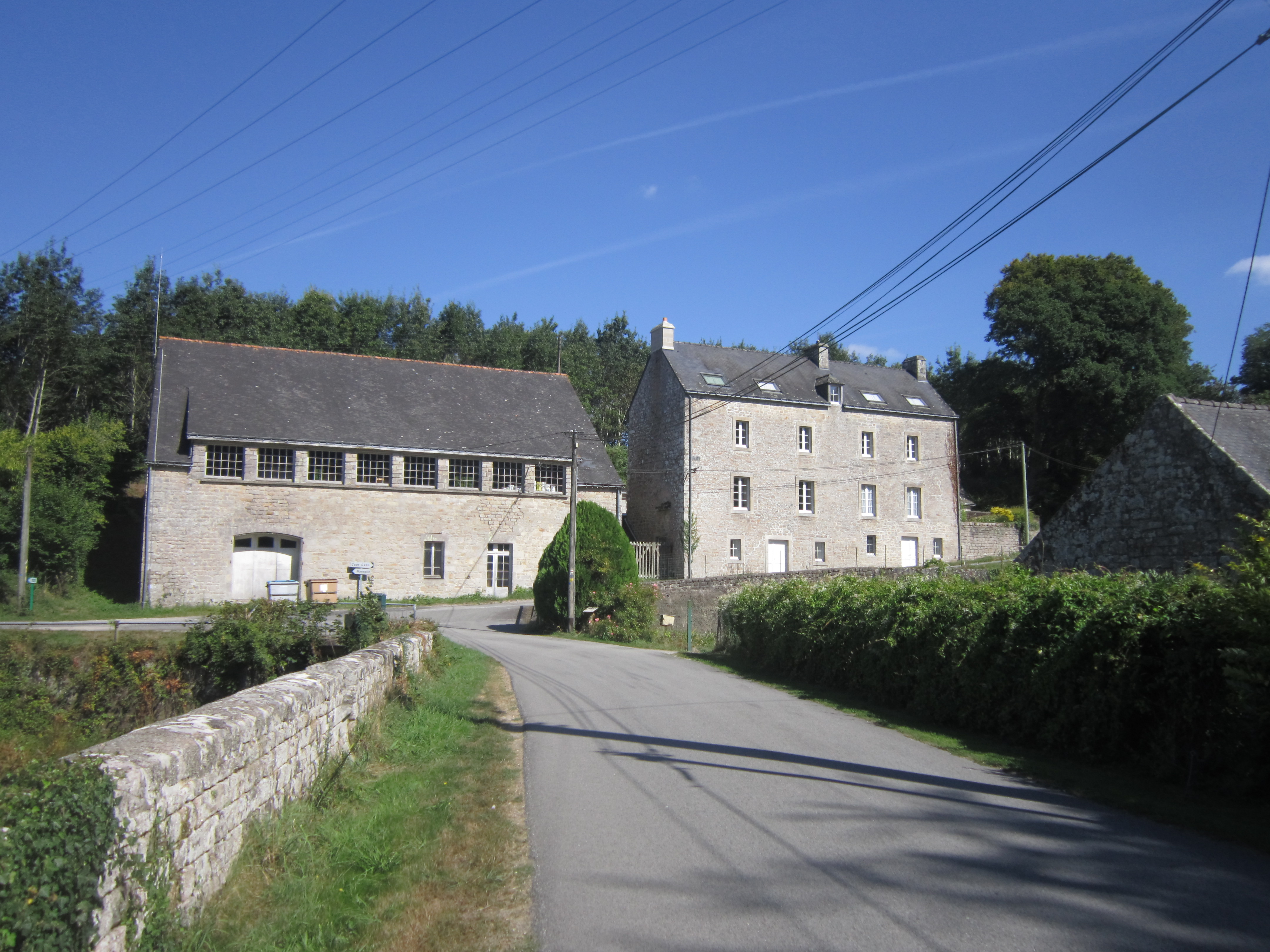
Les anciennes forges de Pontcallec.

Des forges, dont seul subsistent aujourd'hui les bâtiments, furent installées en 1824 en forêt de Pontcallec. Elles connurent une brève existence puisque dès 1837 celles-ci durent fermer, victimes de la concurrence des fers espagnol et russe, moins coûteux que le fer breton.

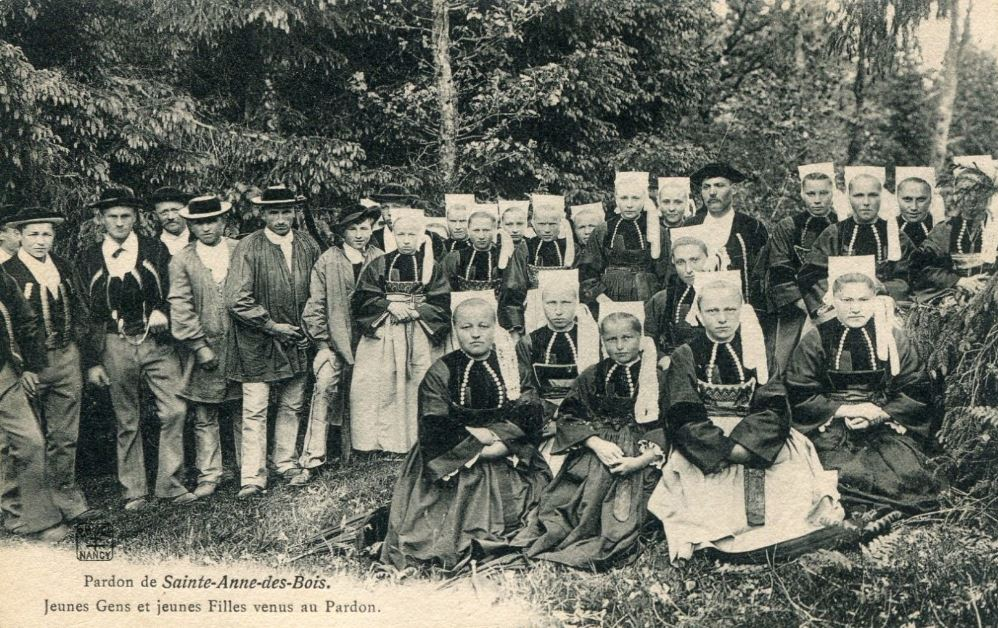
Jeunes gens et jeunes filles venus au pardon de Sainte-Anne des Bois (carte postale ancienne)

L'ancienne chapelle Sainte-Anne des bois ayant été détruite pendant la Révolution, la comtesse de Cossé-Brissac émit le vœu de construire un nouvel édifice si elle venait à donner naissance à un quatrième enfant et de préférence à une fille, ayant déjà eu auparavant trois garçons. Son vœu sera exaucé puisqu'en 1865 naquit une fille prénommée Henriette-Anne. Ce sanctuaire fut conçu à l'origine comme un ex-voto personnel et privé, à usage familial. Dès son achèvement, la petite chapelle fut honorée par de nombreuses visites car la France était entrée en guerre contre la Prusse. Le contexte était douloureux car l'armée prussienne était victorieuse et occupait une partie du territoire. Les Prussiens exigèrent le paiement d'une rançon de 5 milliards de francs avant de partir. Les paroissiens de Berné demandèrent dès la fin du conflit que l'on fit une première grande fête d'actions de grâce. En 1875, eut lieu le premier grand pardon à Sainte-Anne des Bois, avec procession dans le parc de Pontcallec.
Une épidémie de variole fit 90 malades (dont 58 moururent) à Berné entre 1865 et 1870.
En juin 1888 plusieurs parties de soule furent encore organisées, probablement pour la dernière fois (la pratique de ce jeu étant désormais interdite) au Kosker en Saint-Caradec-Trégomel entre des "combattants" de cette commune et des communes voisines d'Inguiniel, Berné et Lignol ; le nombre des participants approcha les 500 hommes (dont Mathurin Hybois, ouvrier au château de Pontcallec, et plus célèbre joueur de soule de la région).

#### LeXXesiècle

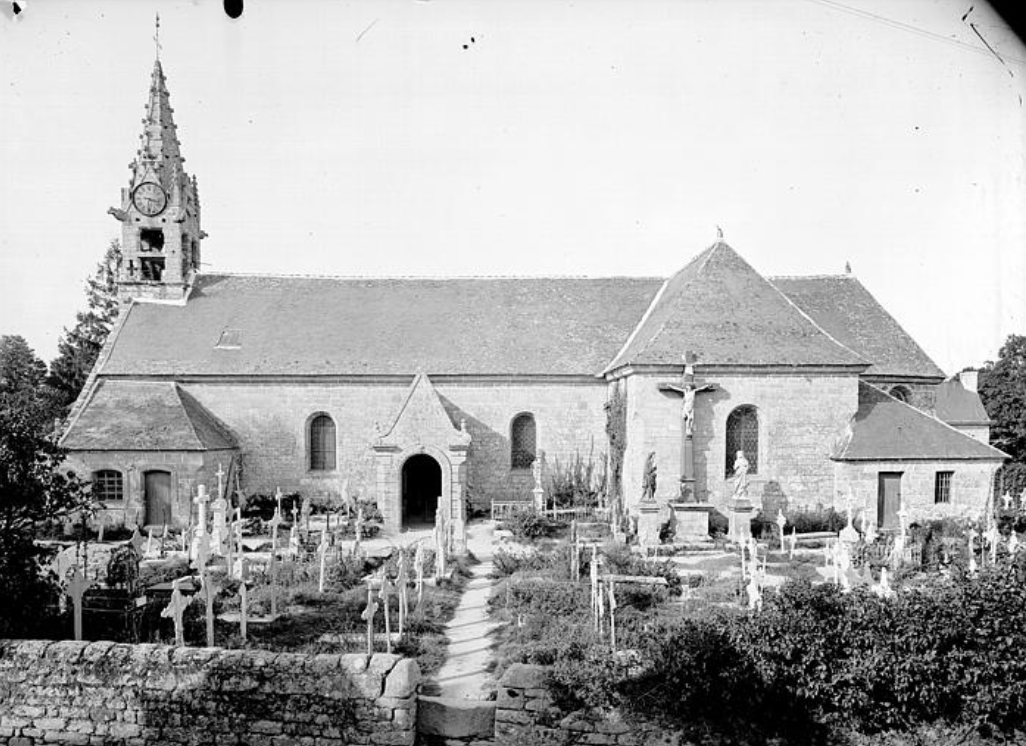
L'église Saint-Brévin et l'enclos paroissial en 1922.

##### La Belle Époque
La ligne de chemin de fer à voie métrique reliant Plouay à Gourin, appartenant au réseau des Chemins de fer du Morbihan, a desservi la commune de 1906 à 1947. Un arrêt se trouvait au nord du bourg, au lieu-dit actuel de la gare. Au hameau de Poulhibet, en bordure de l'ancienne route de Berné, il y avait un autre arrêt, à la gare qui existe encore de nos jours.

##### La Première Guerre mondiale
Le monument aux morts de Berné porte les noms de 83 soldats morts pour la France pendant la Première Guerre mondiale ; parmi eux trois (Yves Martin [dès le 22 août 1914 à Maissin], Jean Le Bellour, Mathurin Le Cohu [décoré de la Médaille militaire et de la Croix de guerre]) sont morts sur le front belge ; Mathurin Jaffré est mort le 13 novembre 1914 au Maroc lors de la bataille d'Elhri ; la plupart des autres sont morts sur le sol français.

##### L'Entre-deux-guerres
La lutte bretonne était fort pratiquée : « Depuis toujours on a aimé les luttes dans le beau pays de Plouay qui, il y a un peu plus de vingt ans, produisait des hommes comme les frères Flégeo, de Berné, les frères Lucas, de Calan, et surtout Pichon, de Lanvaudan, leur maître à tous » écrit le journal La Dépêche de Brest en 1934.

#### La Seconde Guerre mondiale
Le monument aux morts de Berné porte les noms de 25 personnes mortes pour la France pendant la Deuxième Guerre mondiale ; parmi elles, deux résistants : Marcel Le Mentec, est mort en déportation le 24 janvier 1945 à Brême (Allemagne) et Lucien Solliec, arrêté le 29 mai 1944 lors de la rafle de Sainte-Anne-des-Bois, est mort le 17 avril 1945 au camp de concentration de Ravensbrück. Louis Ruello est mort lors du naufrage du torpilleur Siroco le 31 mai 1940 au large de Dunkerque.

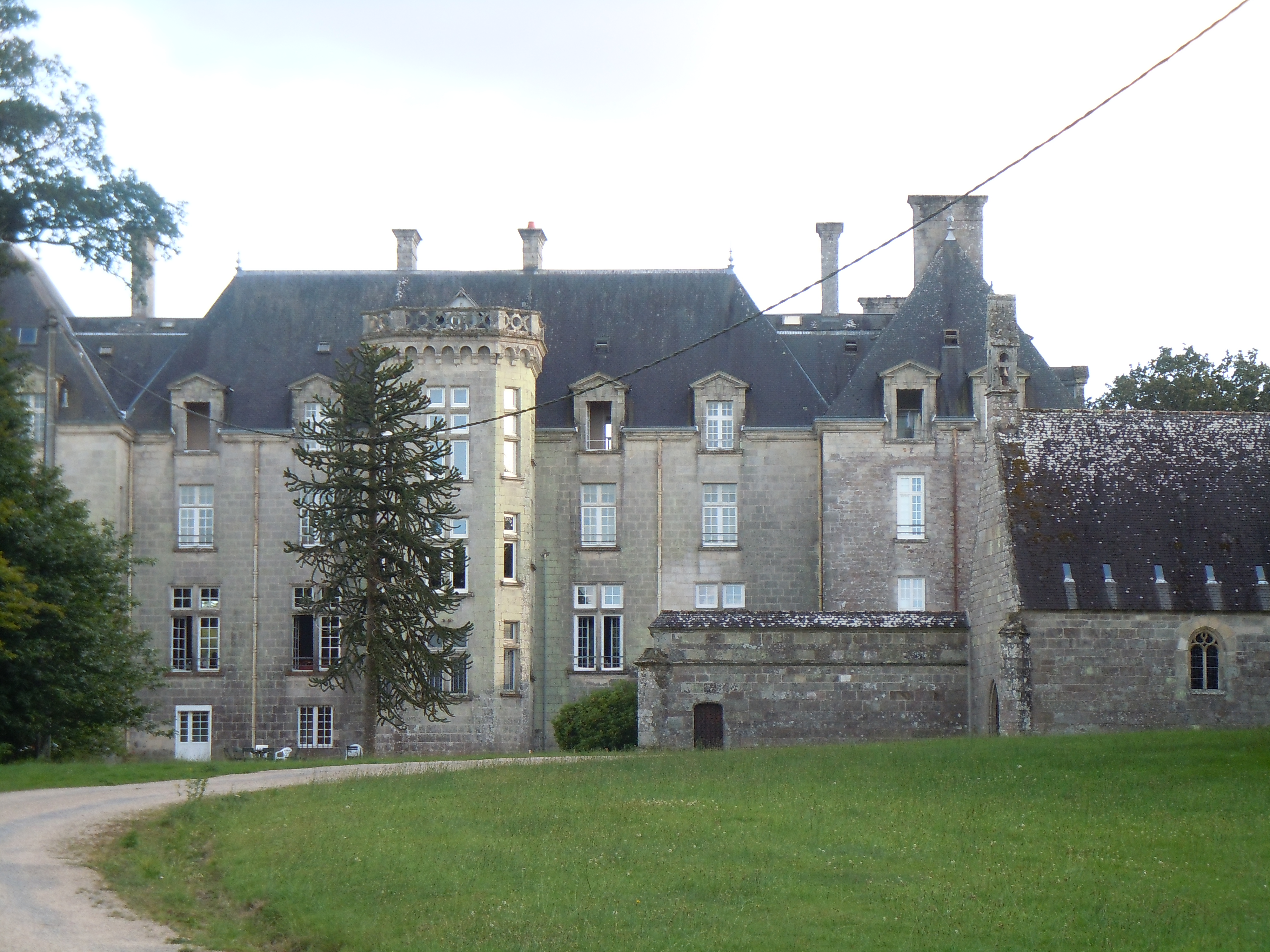
Le château de Pontcallec.

À partir de 1943, la ville de Lorient devint une des cibles privilégiées des bombardements alliés, à cause de la base sous-marine de Keroman. Environ 600 civils lorientais trouvèrent alors refuge sur la commune de Berné. Les marins de la Kriegsmarine s'installèrent, quant à eux, au château de Pontcallec. Des baraquements furent installés dans le parc du château. Ils servirent d'école de guerre navale. Le 29 mai 1944, les Allemands procédèrent à une rafle au cours du pardon de Sainte-Anne-des-Bois. Des jeunes réfractaires au STO furent arrêtés. Plusieurs d'entre eux ne survécurent pas à la déportation dans des camps de travail en Allemagne. Dix-sept résistants furent fusillés à Landordu par les Allemands peu après le débarquement des alliés en Normandie. Leurs corps, dont ceux de quatre inconnus, furent exhumés le 6 juillet 1944. Trois résistants (Robert Granet, Louis Kervarec et Louis Robic) furent fusillés par les Allemands le 18 juillet 1944 près du lieu-dit « Croix des nations » le long de la route menant à Guémené-sur-Scorff. Quand les résistants délogèrent les derniers Allemands, ils découvrirent au château de Pontcallec d'énormes quantités de vin et d'alcool que ceux-ci n'avaient pas eu le temps d'emporter.
À partir d'août 1944, 200 réfugiés fuyant les combats de la Poche de Lorient furent hébergés au château de Pontcallec, d'autres le furent dans les dépendances et dans les baraquements construits par les Allemands, si bien qu'en tout environ 400 personnes, y compris des cultivateurs de Caudan et Gestel, venus avec leur bétail et leurs chevaux, trouvèrent asile dans le domaine. Les adultes travaillèrent dans les usines de la région ou comme bûcherons dans les bois du château, les enfants allèrent à l'école de Kernascléden, distante de 2 km, avant qu'une école ne soit créée sur place.

##### L'après Seconde Guerre mondiale
Deux soldats (Alain Le Lardic et Émile Moëllo) originaires de Berné sont morts pour la France pendant la guerre d'Indochine et quatre (Louis Cornic, Albert Jaffré, Daniel Le Bellour et Rémy Le Gouallec) pendant la guerre d'Algérie.

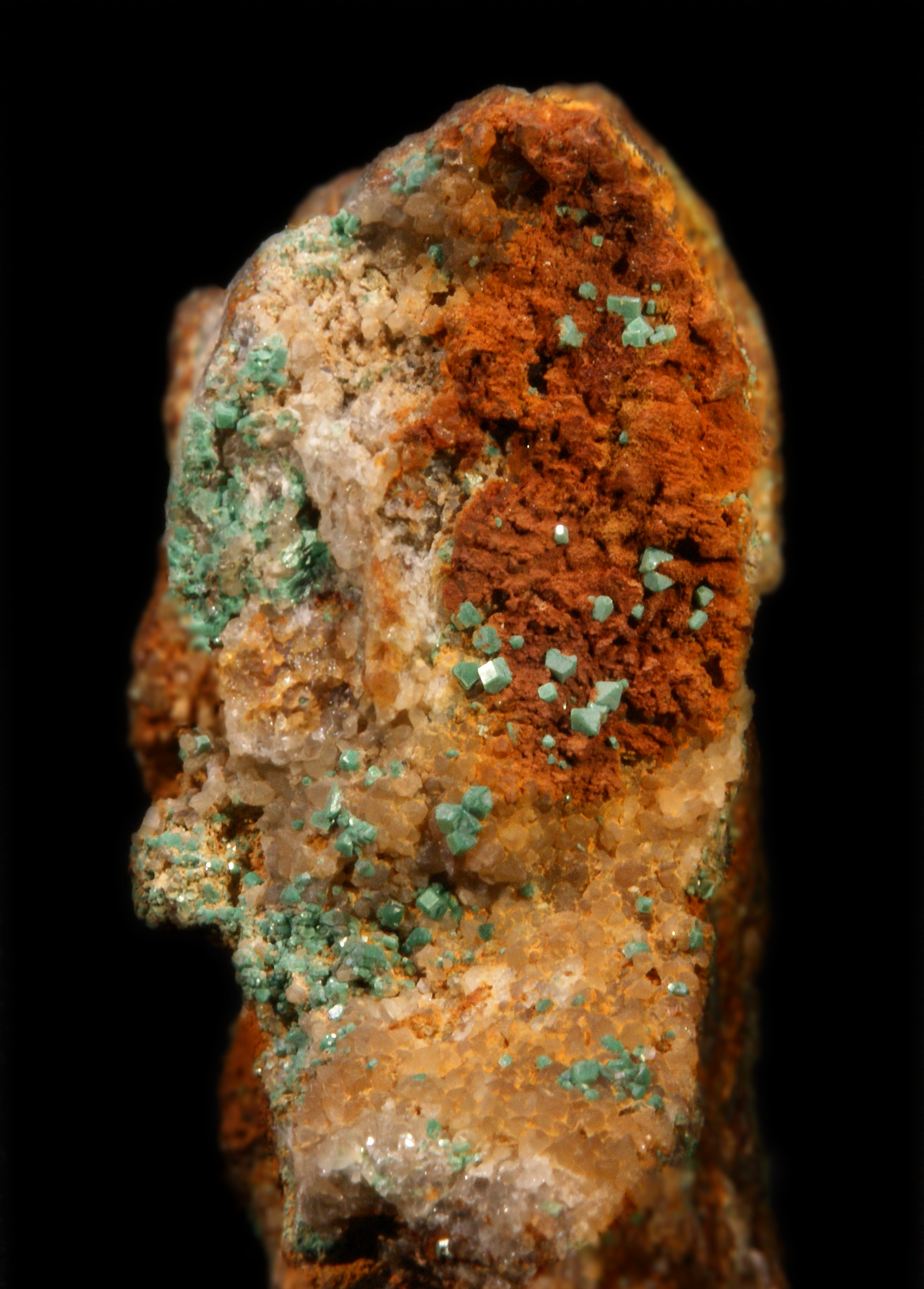
Torbernite - Vouedec.

Plusieurs gisements d'uranium furent exploités de 1959 à 1971. Trois sites ont servi à l'extr deaction du minerai : Bonote (1960-1971), Roscorbel (1959-1960) et Vouedec (1962-1971). Le site de Bonote était la plus importante mine de Bretagne. Ses galeries souterraines ont produit plus de 400 tonnes de minerai radioactif.

## Politique et administration

### Administration municipale
Le nombre d'habitants au dernier recensement étant compris entre 1 500 et 2 499, le nombre de membres du conseil municipal est de 19.

### Liste des maires

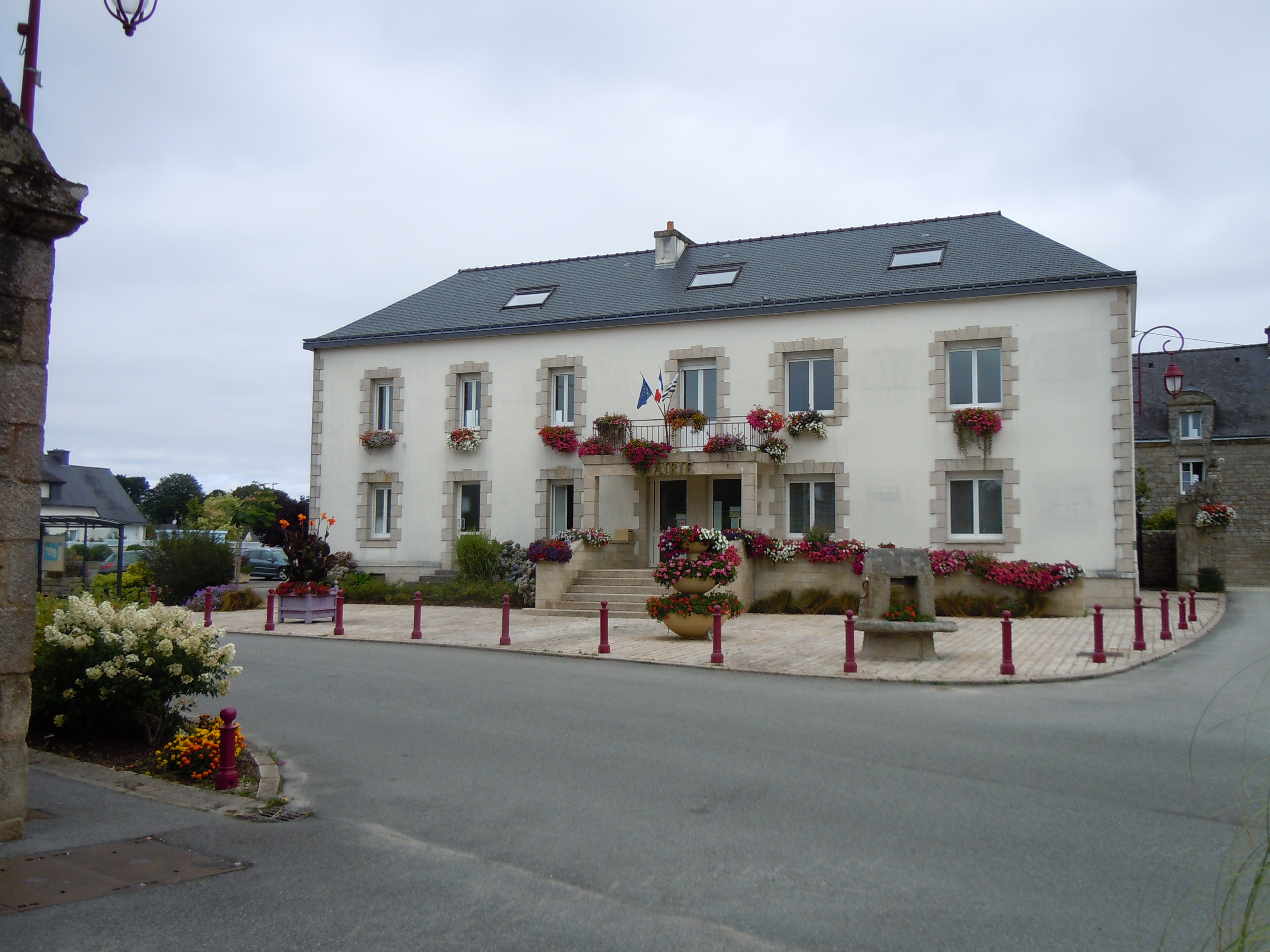
La mairie.

| Période                                  | Période                   | Identité             | Étiquette | Qualité           |
| ---------------------------------------- | ------------------------- | -------------------- | --------- | ----------------- |
| Les données manquantes sont à compléter. |                           |                      |           |                   |
| ?                                        | 1815                      | François Le Dorven   |           |                   |
| 1815                                     | 1828                      | Vincent Hellegouarch |           |                   |
| 1828                                     | 1855                      | Joseph Lavole        |           |                   |
| 1855                                     | 1872                      | Maurice Le Dorven    |           |                   |
| 1872                                     | 1874                      | Yves Juguet          |           |                   |
| 1874                                     | 1900                      | Jean Le Liboux       |           |                   |
| 1900                                     | ?                         | Joseph Ihuel         |           |                   |
| 1947                                     | 1974                      | Paul Ihuel           |           | Député            |
| 1974                                     | 2008                      | Roland Duclos        |           |                   |
| mars 2008                                | 27 mai 2020               | Jean-Pierre Le Fur   | DVD       | Retraité agricole |
| 27 mai 2020                              | En cours (au 30 mai 2020) | David Guilloux       |           |                   |

### Rattachements administratifs et électoraux

#### Rattachements administratifs
Avant la réforme territoriale de 2014, la commune dépendait du canton du Faouët.

#### Rattachements électoraux
Depuis la réforme territoriale de 2014, la commune dépend du canton de Gourin et depuis le redécoupage des circonscriptions électorales françaises de 1986, non modifié pour cette commune par le redécoupage des circonscriptions législatives françaises de 2010, elle dépend de la sixième circonscription du Morbihan.

## Population et société

### Démographie

#### Évolution démographique
Le dictionnaire d'Ogée, paru en 1778, donne une population de 2 000 communiants pour la paroisse de Berné. La population est restée relativement stable au cours du XIXe siècle et de la première moitié du XXe siècle. Le déclin démographique en raison de l'exode rural n'a été amorcé qu'au lendemain de la Seconde Guerre mondiale et n'a duré qu'une quarantaine d'années. Depuis 1990 la population semble s'être stabilisée.
L'évolution du nombre d'habitants est connue à travers les recensements de la population effectués dans la commune depuis 1793. Pour les communes de moins de 10 000 habitants, une enquête de recensement portant sur toute la population est réalisée tous les cinq ans, les populations de référence des années intermédiaires étant quant à elles estimées par interpolation ou extrapolation. Pour la commune, le premier recensement exhaustif entrant dans le cadre du nouveau dispositif a été réalisé en 2004.

En 2022, la commune comptait 1 558 habitants, en évolution de +2,64 % par rapport à 2016 (Morbihan : +3,82 %, France hors Mayotte : +2,11 %).
| 1793  | 1800  | 1806  | 1821  | 1831  | 1836  | 1841  | 1846  | 1851  |
| ----- | ----- | ----- | ----- | ----- | ----- | ----- | ----- | ----- |
| 1 751 | 1 764 | 1 773 | 2 022 | 2 668 | 2 210 | 1 876 | 1 959 | 1 941 |

| 1856  | 1861  | 1866  | 1872  | 1876  | 1881  | 1886  | 1891  | 1896  |
| ----- | ----- | ----- | ----- | ----- | ----- | ----- | ----- | ----- |
| 1 711 | 1 766 | 1 863 | 1 777 | 1 912 | 1 984 | 1 886 | 1 904 | 1 953 |

| 1901  | 1906  | 1911  | 1921  | 1926  | 1931  | 1936  | 1946  | 1954  |
| ----- | ----- | ----- | ----- | ----- | ----- | ----- | ----- | ----- |
| 1 930 | 1 953 | 2 030 | 1 993 | 1 989 | 1 918 | 1 897 | 1 968 | 1 804 |

| 1962  | 1968  | 1975  | 1982  | 1990  | 1999  | 2004  | 2006  | 2009  |
| ----- | ----- | ----- | ----- | ----- | ----- | ----- | ----- | ----- |
| 1 685 | 1 592 | 1 508 | 1 425 | 1 350 | 1 316 | 1 324 | 1 331 | 1 501 |

| 2014  | 2019  | 2022  | - | - | - | - | - | - |
| ----- | ----- | ----- | - | - | - | - | - | - |
| 1 510 | 1 544 | 1 558 | - | - | - | - | - | - |

#### Pyramide des âges
La population de la commune est relativement jeune.
En 2018, le taux de personnes d'un âge inférieur à 30 ans s'élève à 33,0 %, soit au-dessus de la moyenne départementale (31,2 %). À l'inverse, le taux de personnes d'âge supérieur à 60 ans est de 27,4 % la même année, alors qu'il est de 31,3 % au niveau départemental.
En 2018, la commune comptait 730 hommes pour 807 femmes, soit un taux de 52,5 % de femmes, légèrement supérieur au taux départemental (51,51 %).
Les pyramides des âges de la commune et du département s'établissent comme suit.
| Hommes | Classe d’âge | Femmes |
| ------ | ------------ | ------ |
| 0,5    | 90 ou +      | 1,2    |
| 6,8    | 75-89 ans    | 10,0   |
| 18,7   | 60-74 ans    | 17,4   |
| 21,4   | 45-59 ans    | 17,4   |
| 20,9   | 30-44 ans    | 20,0   |
| 13,8   | 15-29 ans    | 13,9   |
| 17,9   | 0-14 ans     | 20,1   |

| Hommes | Classe d’âge | Femmes |
| ------ | ------------ | ------ |
| 0,8    | 90 ou +      | 2,2    |
| 8,5    | 75-89 ans    | 11,6   |
| 20,5   | 60-74 ans    | 21,6   |
| 20,6   | 45-59 ans    | 20     |
| 17     | 30-44 ans    | 16,3   |
| 15,5   | 15-29 ans    | 13     |
| 17,1   | 0-14 ans     | 15,2   |

### Enseignement
Voir Enseignement à Roi Morvan Communauté pour les collèges et lycées.

### Santé
Voir Santé à Roi Morvan Communauté.

### Sports
L'équipe de football, l'US Berné, évolua en troisième division nationale de 1973-74 à 1976-77 et gagna la coupe de l'Ouest en 1972.

### Médias
Voir Télécommunications à Roi Morvan Communauté.

## Économie
Le tableau ci-dessous présente les principales caractéristiques des exploitations agricoles de Berné, observées entre 1988 et 2010, soit sur une période de 22 ans.
|                                                           | 1988  | 2000    | 2010   |
| --------------------------------------------------------- | ----- | ------- | ------ |
| Nombre d’exploitations                                    | 88    | 46      | 29     |
| Équivalent Unité de travail annuel (UTA)                  | 118   | 50      | 37     |
| Surface agricole utile (SAU) (ha)                         | 1 478 | 1 178   | 1 068  |
| Superficie en terres labourables (ha)                     | 1 254 | 998     | 895    |
| Superficie toujours en herbe (ha)                         | 221   | 177     | 168    |
| Nombre d’exploitations ayant des vaches laitières         | 39    | 12      | 8      |
| Vaches laitières (nombre de têtes)                        | 877   | 455     | 375    |
| Nombre d’exploitations ayant des poulets de chair et coqs | 19    | 5       | 5      |
| Poulets de chair et coqs (nombre de têtes)                |       | 111 100 | 74 903 |

Voir Économie à Roi Morvan Communauté.

## Culture locale et patrimoine

### Lieux et monuments
Berné a pu sauvegarder de magnifiques constructions rurales et religieuses réparties sur l'ensemble de son territoire.

#### La chapelle Saint-Albaud

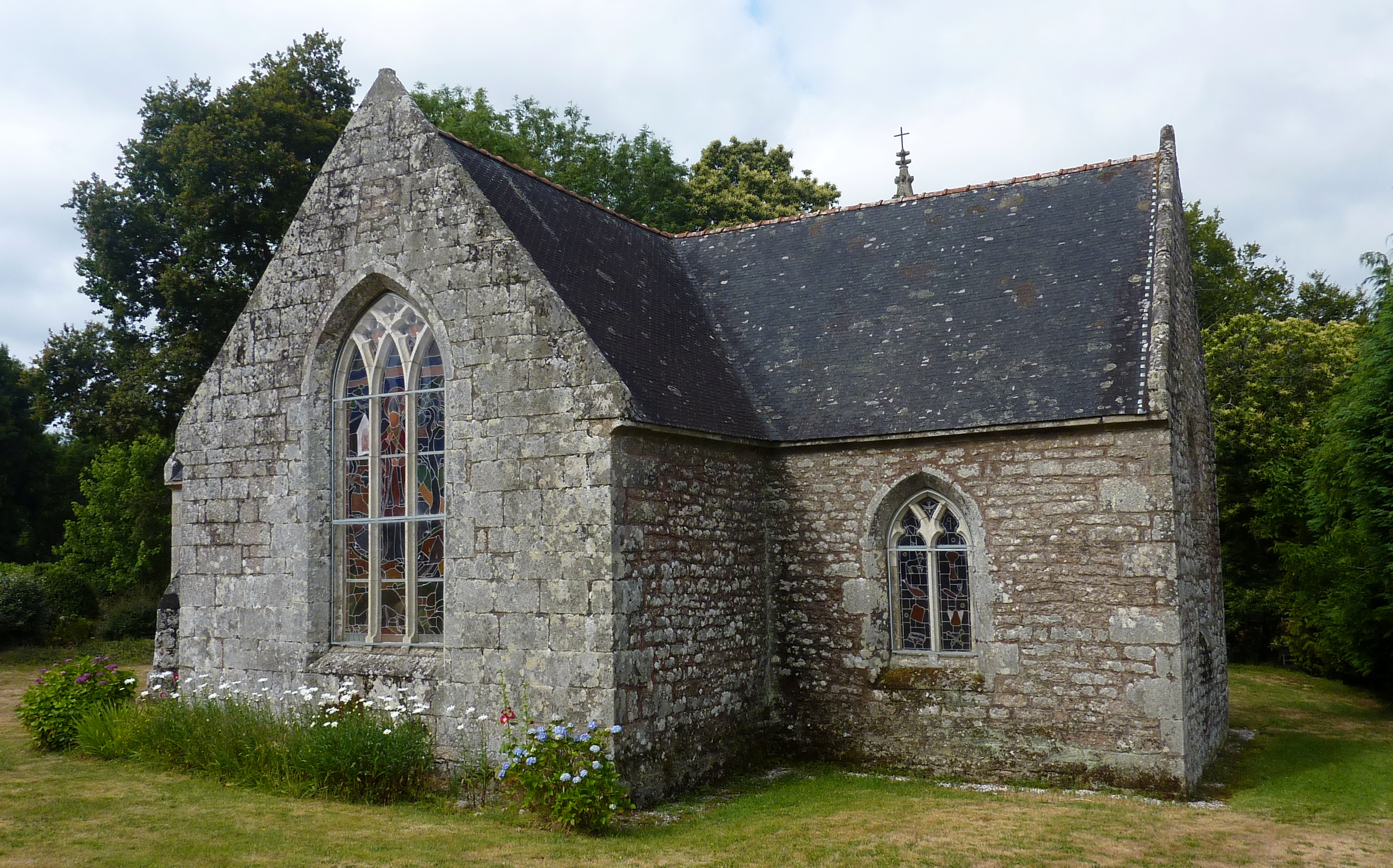
La chapelle Saint-Albaud, vue extérieure d'ensemble.

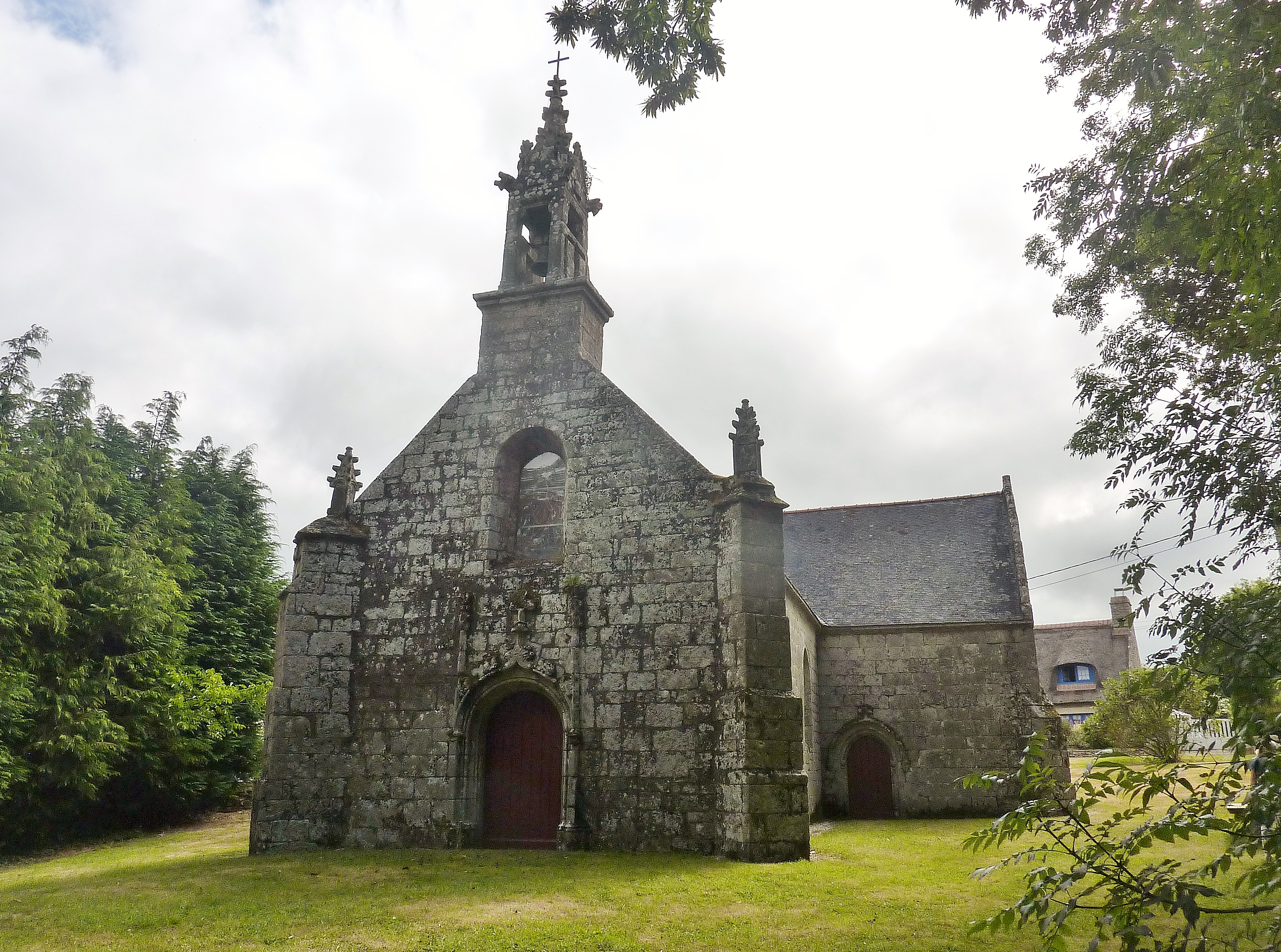
La façade de la chapelle Saint-Albaud.

La chapelle Saint-Albaud, de style gothique flamboyant inspiré de l'église  Notre-Dame de Kernascléden, dépendait de la seigneurie de Pontcallec. Elle fut fondée au début du XVIe siècle par les seigneurs de Malestroit, qui y tenaient trois foires l'an. Si leurs armoiries figurent sur l'édifice, celles de Chrysogone-Clément de Guer furent martelées, le clocher décapité après son exécution en 1720 pour conspiration contre le roi.
L'identité du patron de la chapelle demeure énigmatique. Dans les écrits du XVIIe siècle, il est appelé saint Elbaud (1657) ou saint Herbaut (1680). S'agit-il de saint Herbot, saint breton protecteur des bêtes à cornes ou de saint Albin, breton et évêque d'Angers prié pour les cultures ? Difficile à dire sans témoignage, tout culte ayant cessé depuis 50 ans.
La chapelle renferme une statue polychrome en terre cuite de 137 cm de haut représentant ce saint abbé. Hélas, l'œuvre a été mutilée, le bras gauche a été cassé ainsi que la cuisse, et elle a fait l'objet de repeints. Les auteurs ne sont pas connus, mais le lieu d'exécution est, selon les inventaires archéologiques, le département de la Sarthe, peut-être Le Mans. Elle semble dater du XVIIe siècle.

#### Le Château de Pontcallec
Il date du XIXe siècle ; son parc est visitable. Édifice construit en 1883 à l'emplacement de l'ancienne demeure féodale des seigneurs de Pontcallec. Le domaine de Pont-Callec fut considérablement agrandi par la famille de Cossé-Brissac qui en fut propriétaire au XIXe siècle, puis par celle de Lorge au début du XXe siècle, les fermes acquises s'étendant en bonne partie dans le terroir de Kernascléden. Le château est désormais habité par les Dominicaines du Saint-Esprit, qui tiennent notamment la maison d'enfants Notre-Dame de Joie.

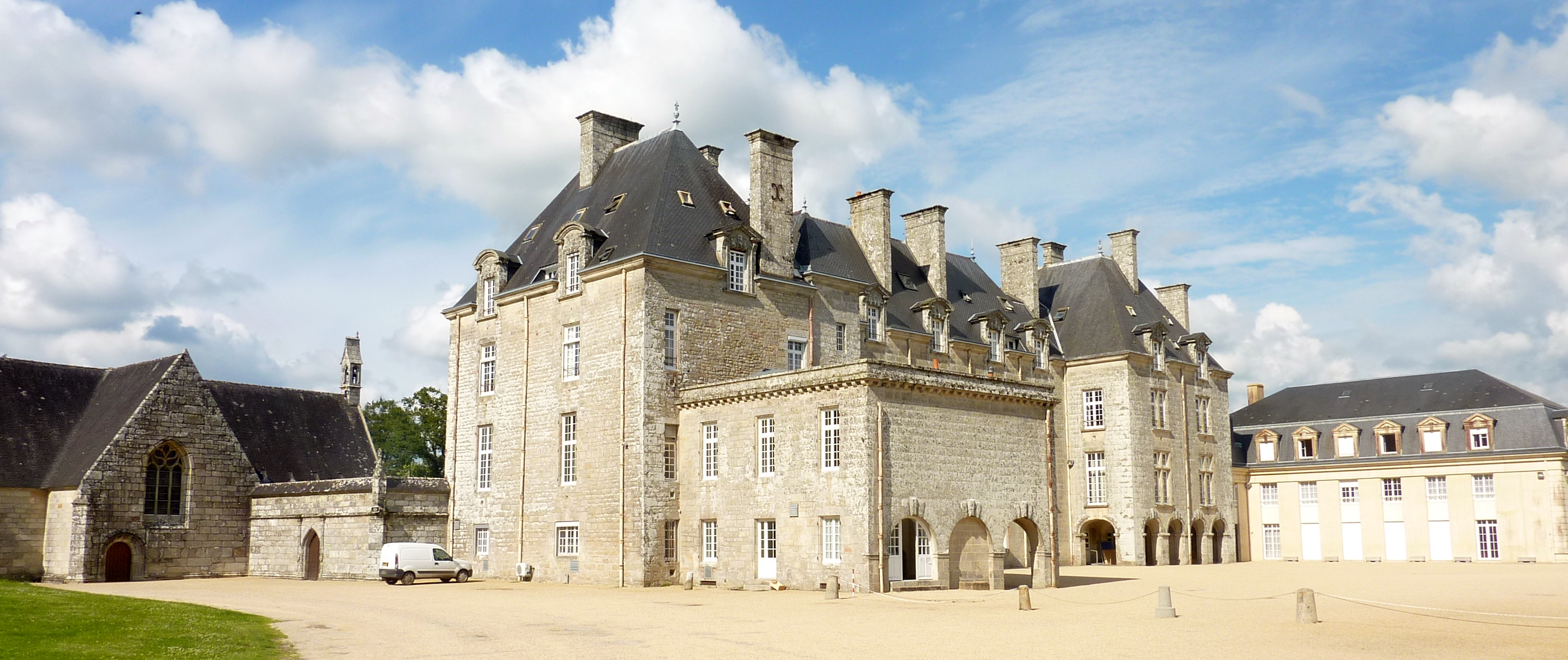
Le château de Pontcallec : vue extérieure d'ensemble.
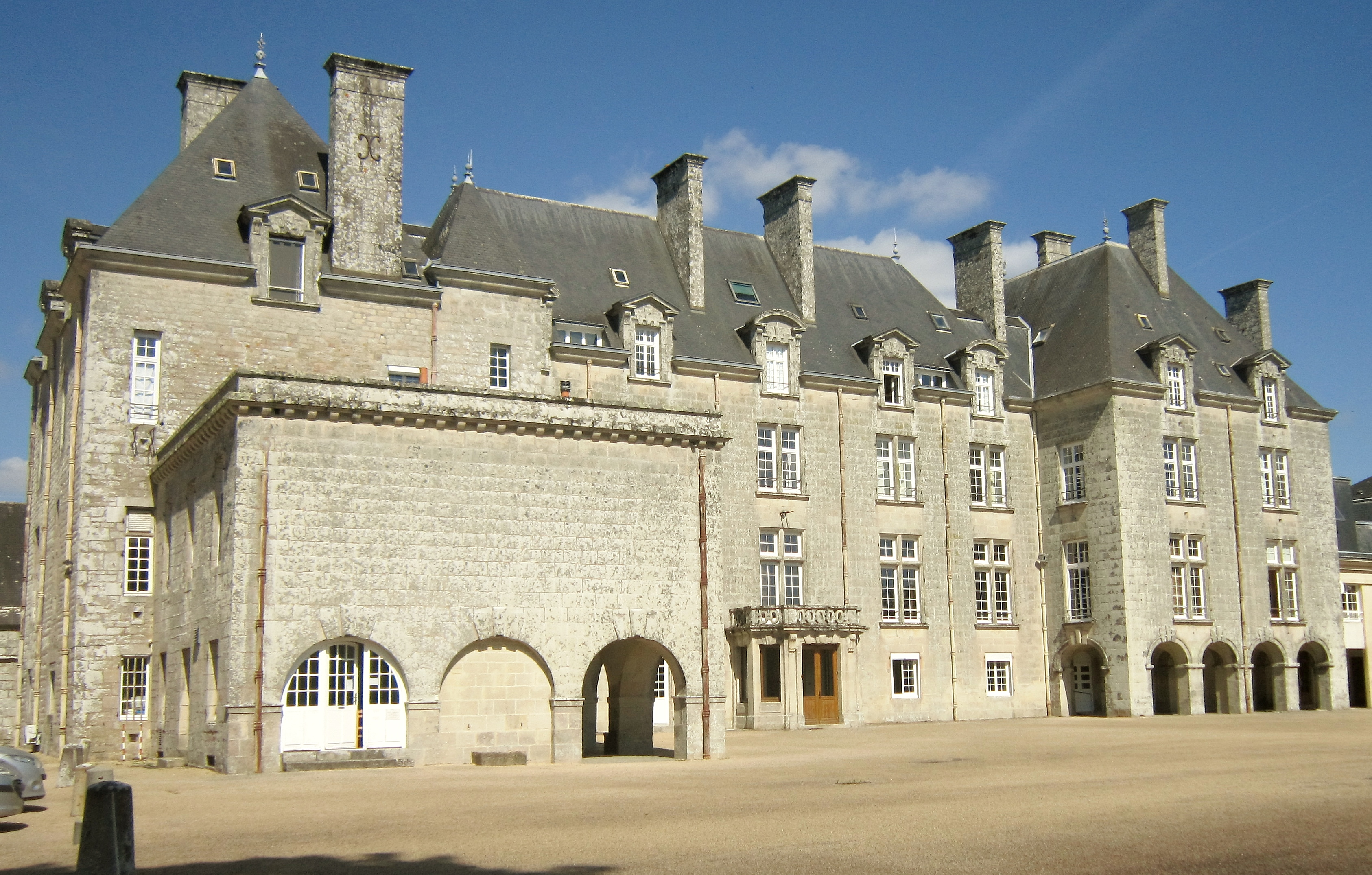
Le château de Pontcallec : la façade sud.
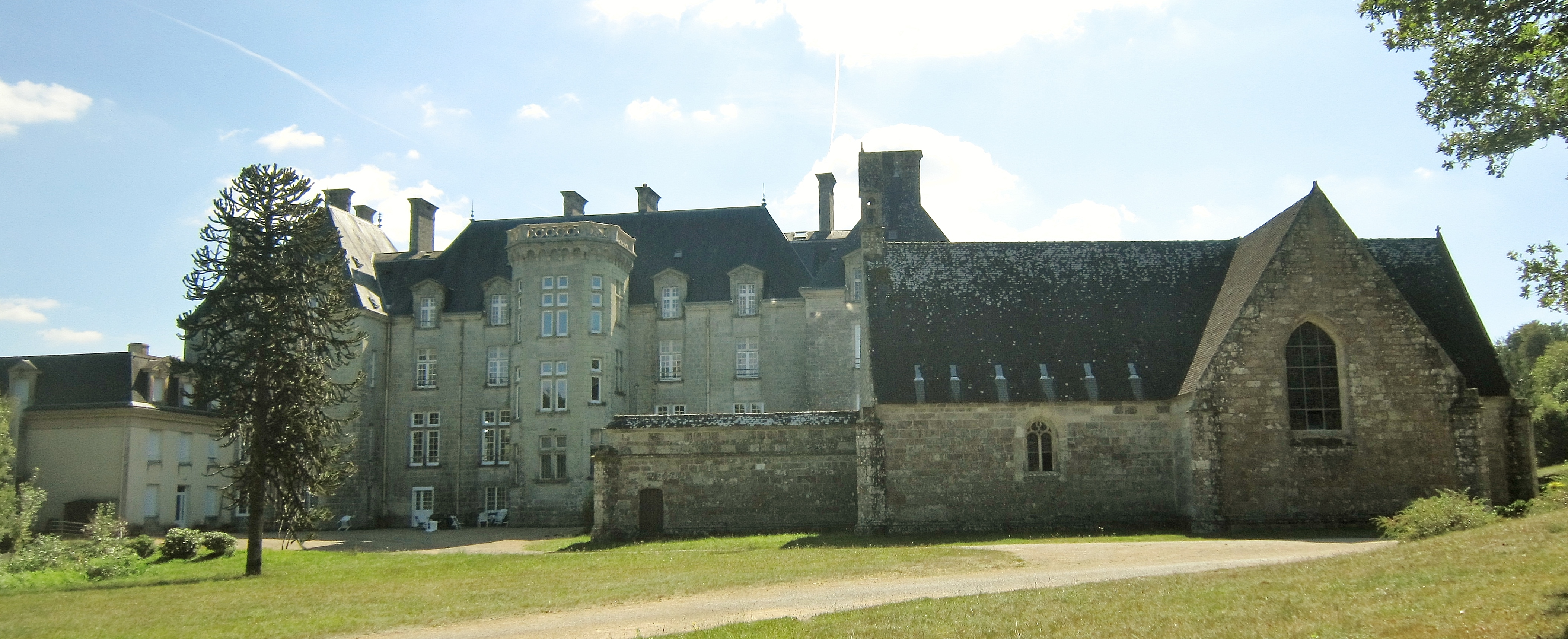
Le château de Pontcallec : la façade nord et, à droite, la chapelle.
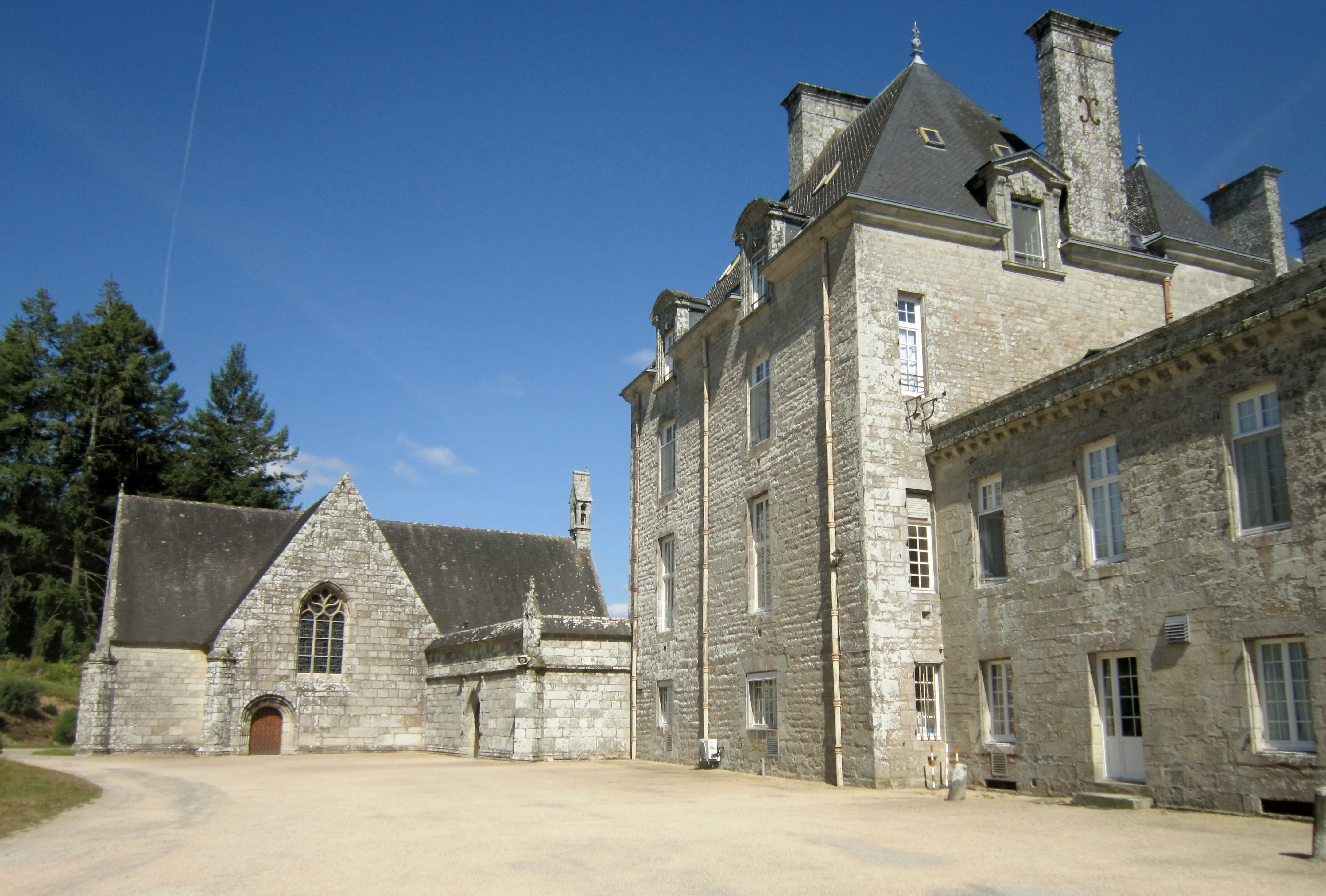
Château de Pontcallec: aile ouest et, à gauche, la chapelle.
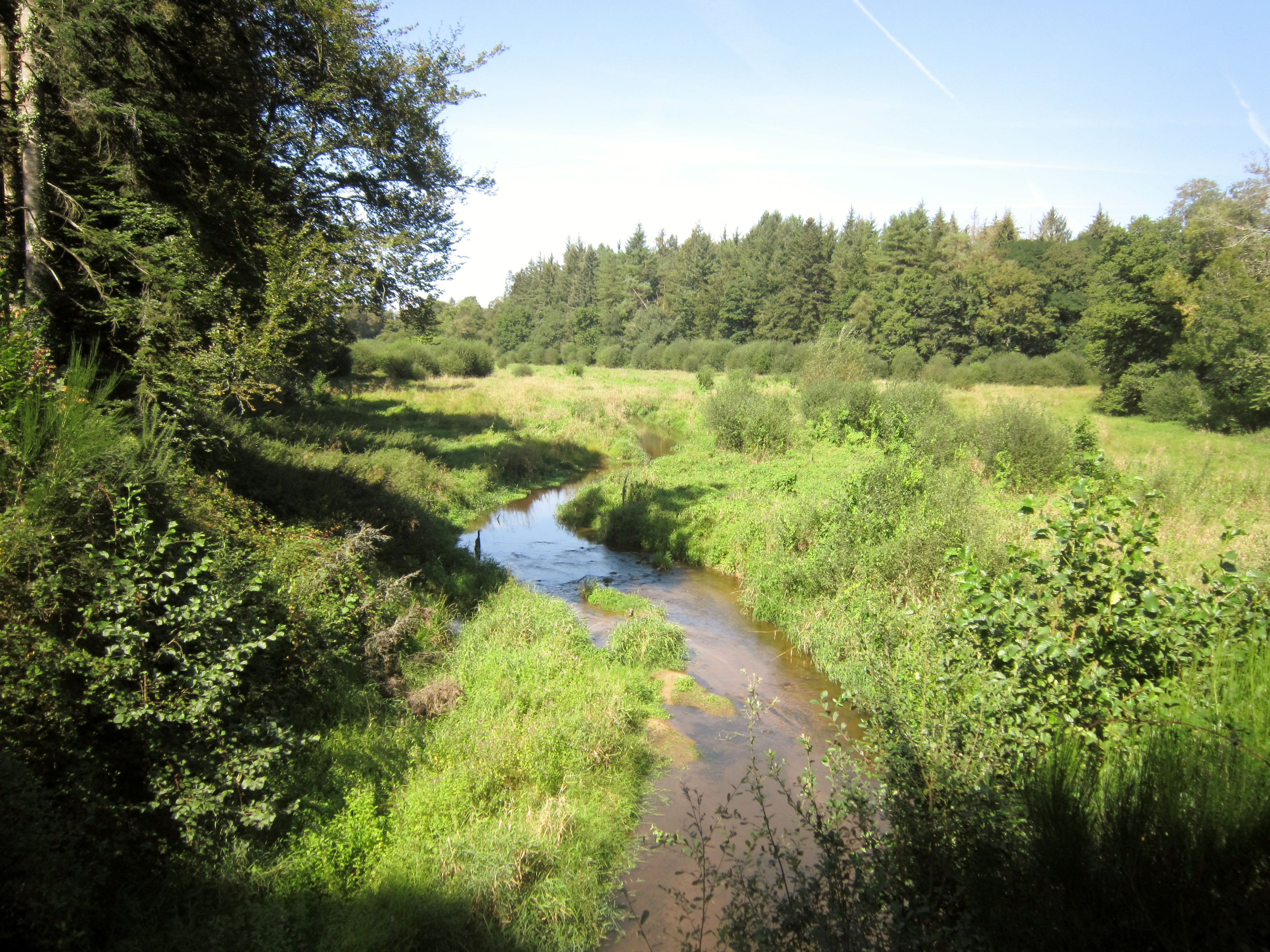
L'ancien étang de Pontcallec, désormais asséché.
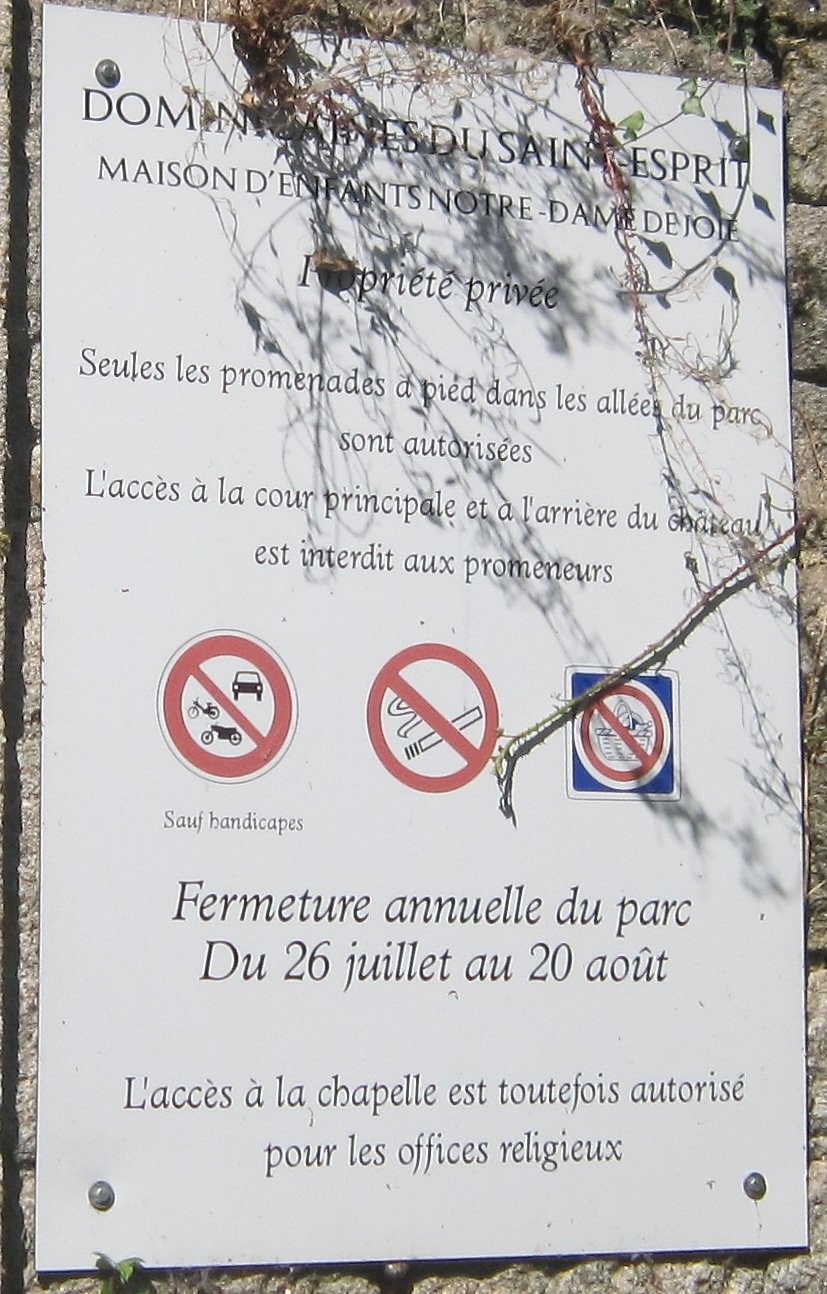
Panneau d'entrée du parc du château et de la maison d'enfants Notre-Dame de Joie.

#### Autres monuments
- Le menhir de Kerlivio, haut de 4,50 mètres, en fait une dalle de couverture d'un ancien dolmen qui a été redressée, Néolithique.
- La ferme du Léty, XVIIe siècle.
- Église Saint Brévin, XVIe siècle et XVIIe siècle. Son patron était évêque de Canterbury au VIIIe siècle.

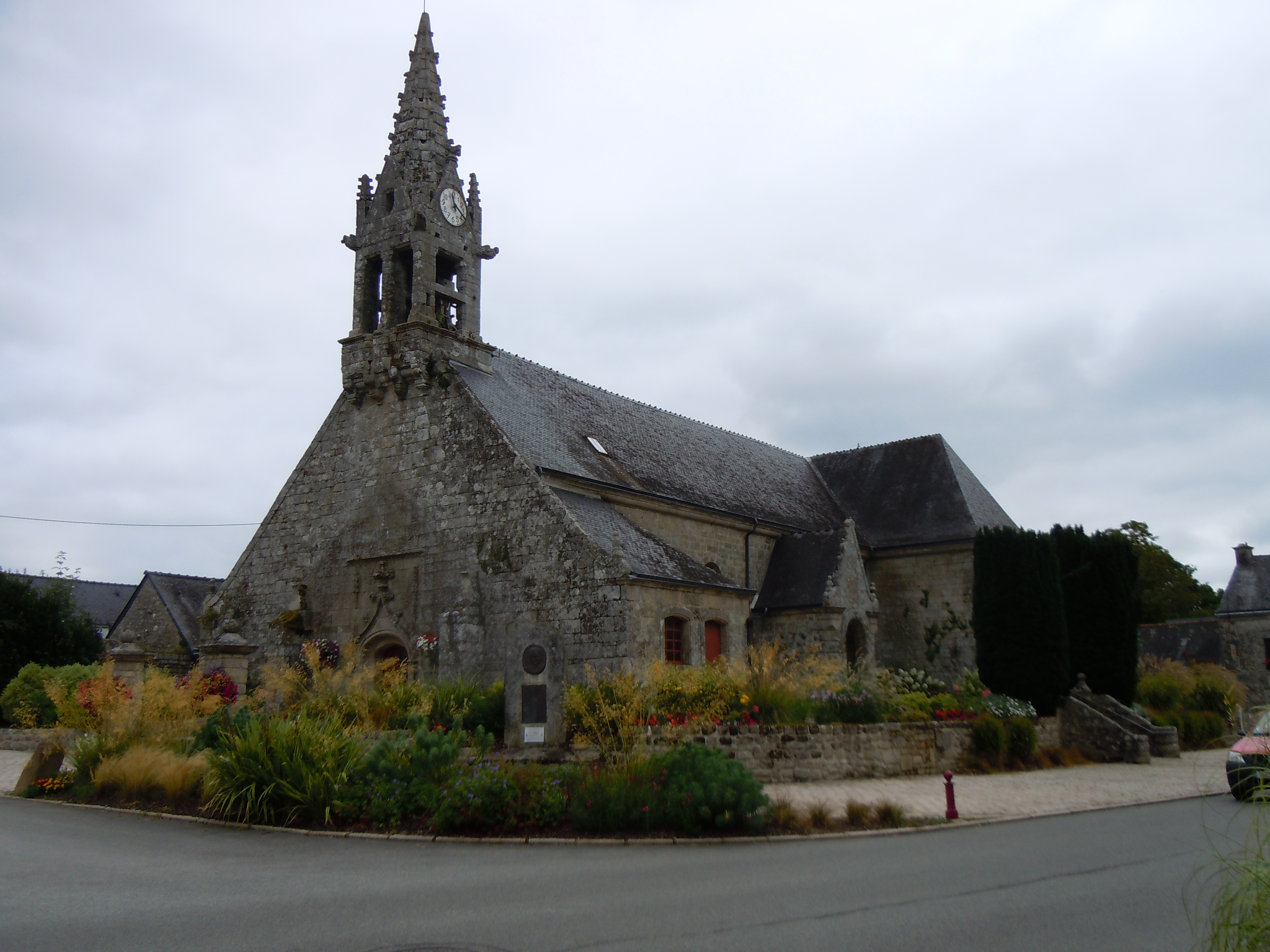
L'extérieur de l'église.
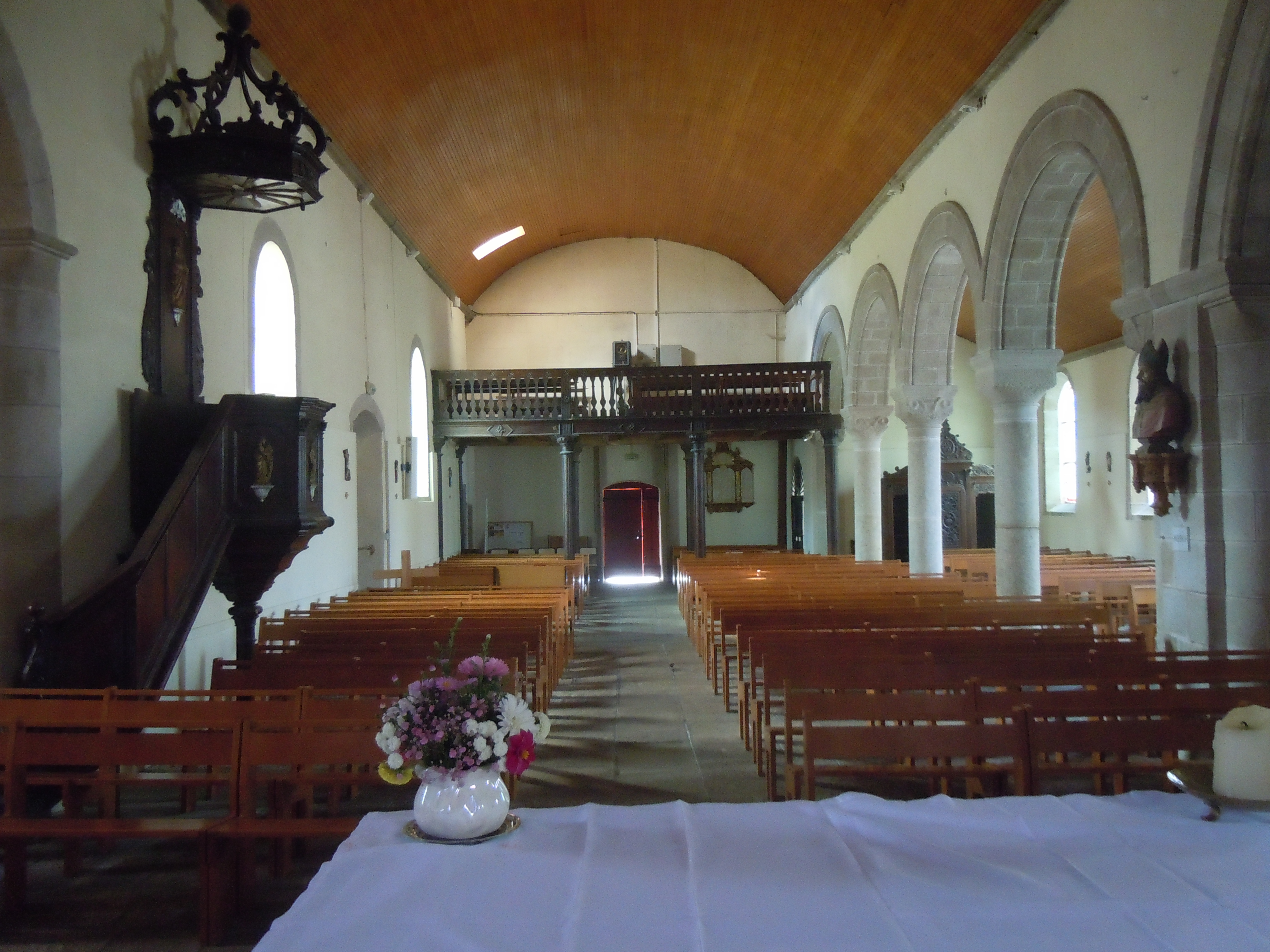
La nef de l'église avec au fond la tribune.
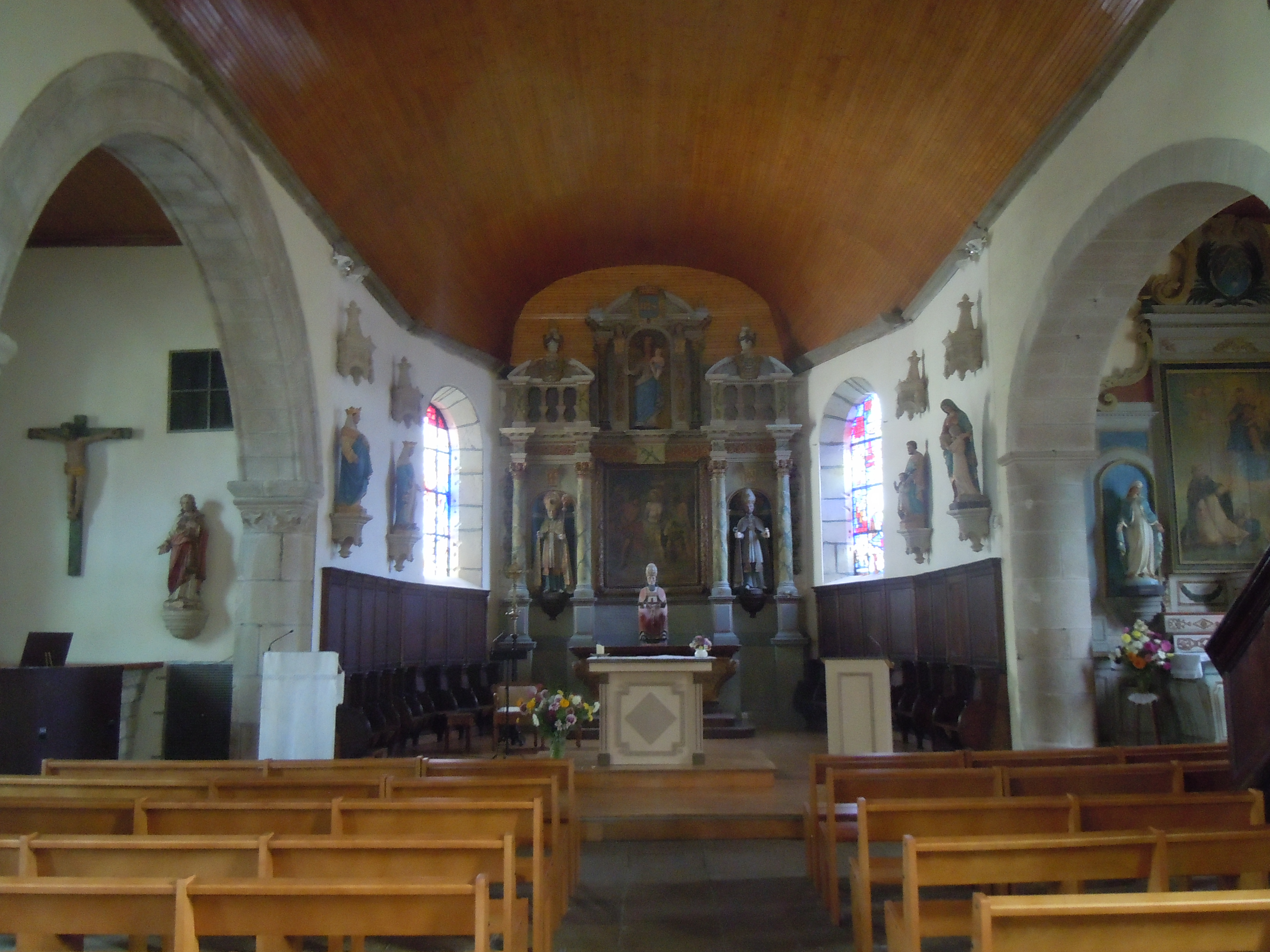
Le chœur avec le retable et le maître-autel.

- Manoir de Kerléadec, demeure de la famille Fraboulet de Kerléadec au XVIIe siècle.
- Le hameau médiéval de Pontcallec[44] (village archéologique de Berné), découvert en 1974 en plein cœur de la forêt domaniale de Berné, occupé du Ier siècle av. J.-C. jusqu'au XIXe siècle, mais avec une occupation maximale aux XVIe siècle et XVIIe siècle, l'activité principale étant la fabrication de charbon de bois (un four et une charbonnière ont été retrouvés, ainsi que les traces de 21 maisons[45]) est en cours de restauration depuis 2005.
- La chapelle Sainte-Anne située dans le parc du château et édifiée en 1966 à partir d'une ancienne chapelle de Pluméliau.
- La croix de la nation, elle représente un christ en croix avec un blason. Il s'agit d'une sculpture en granit, l'hypothèse de son érection : XVIe siècle ?
- La Chapelle Sainte-Anne-des-Bois, construite au cœur des bois en 1865 par la comtesse de Brissac, alors propriétaire du château de Pontcallec, en remerciement de la naissance attendue d'une fille. Elle est de style néogothique.

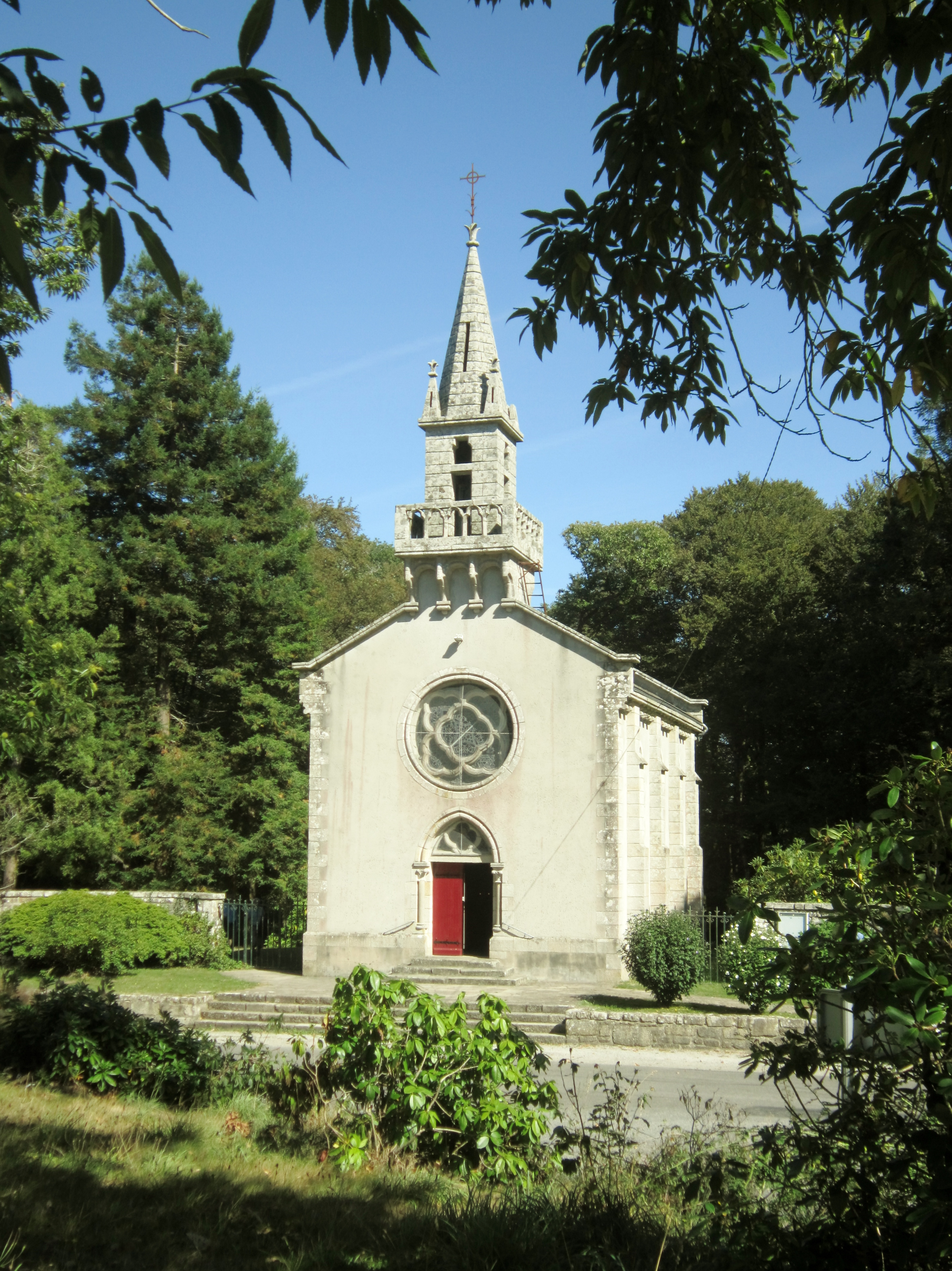
La chapelle Sainte-Anne-des-Bois : vue extérieure d'ensemble, la façade.
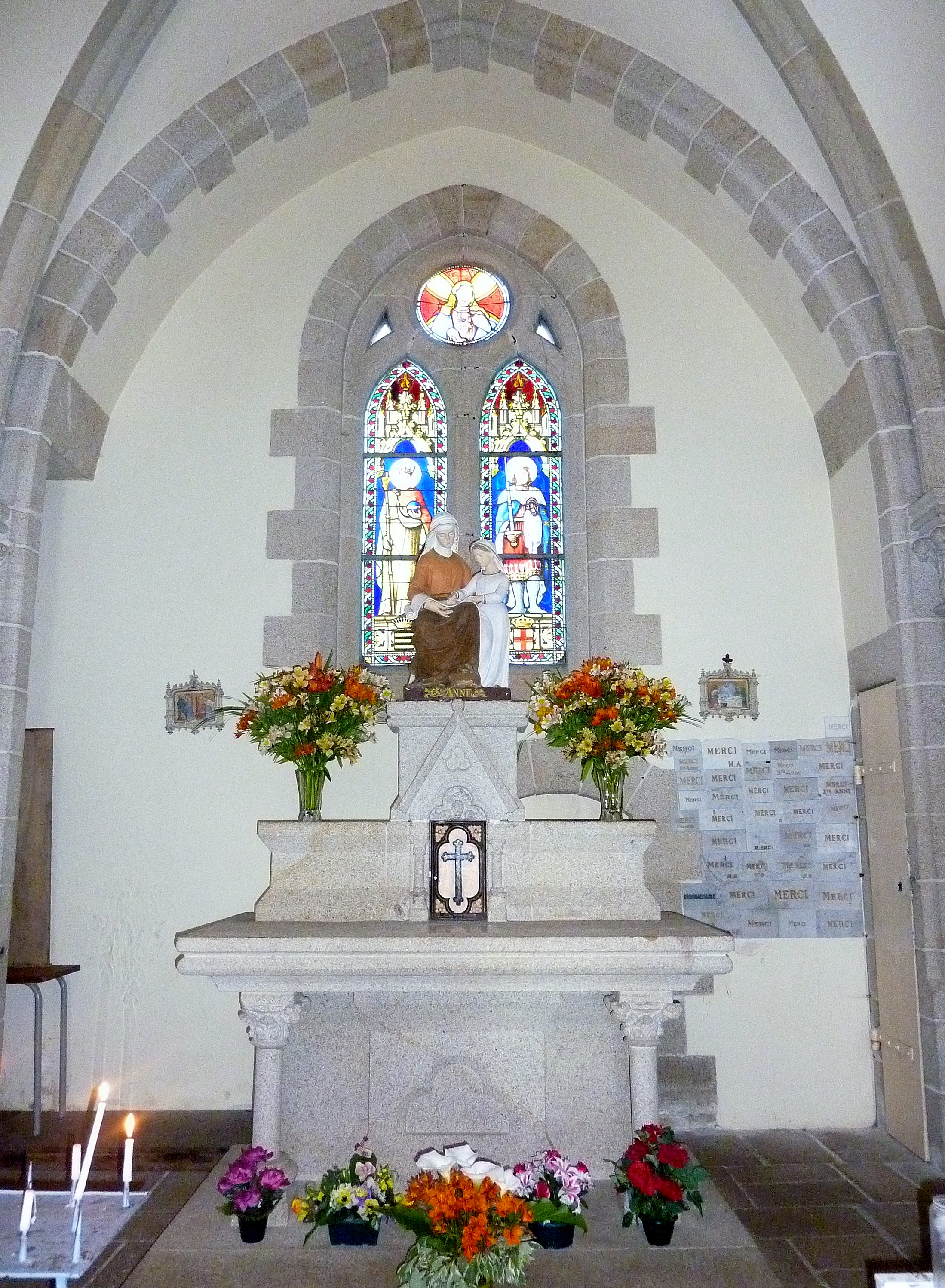
La chapelle Sainte-Anne-des-Bois : vue intérieure.
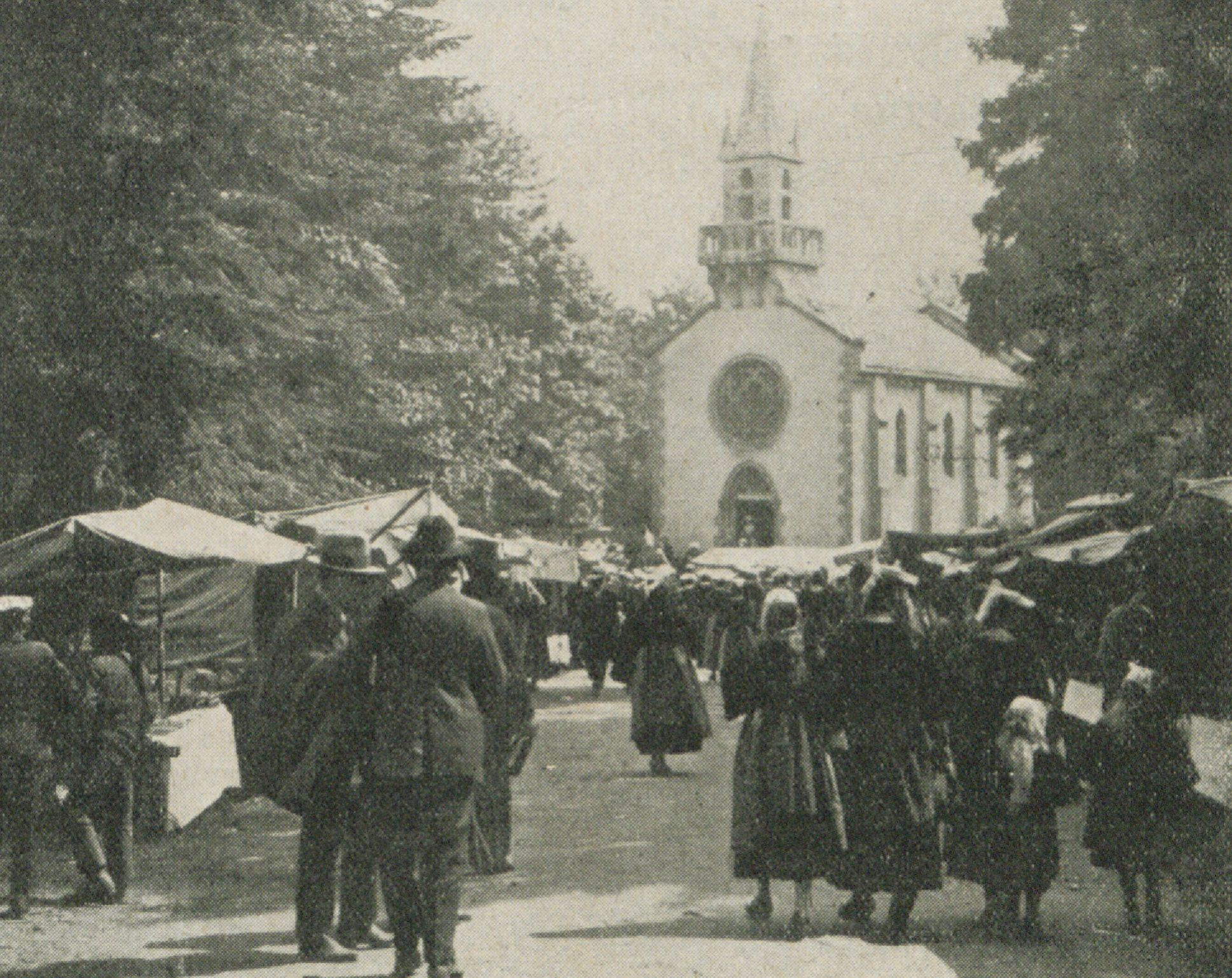
Le pardon de la chapelle Sainte-Anne-des-Bois en 1928.

- Chapelle du Sacré-Cœur, XXe siècle, édifiée sur une colline à l'ouest du bourg, surnommée le Montmartre breton à cause de sa similitude avec cette dernière. Peinture d'Alice Pasco (1926-2013).
- Croix de chemin à Kermerio (1807).

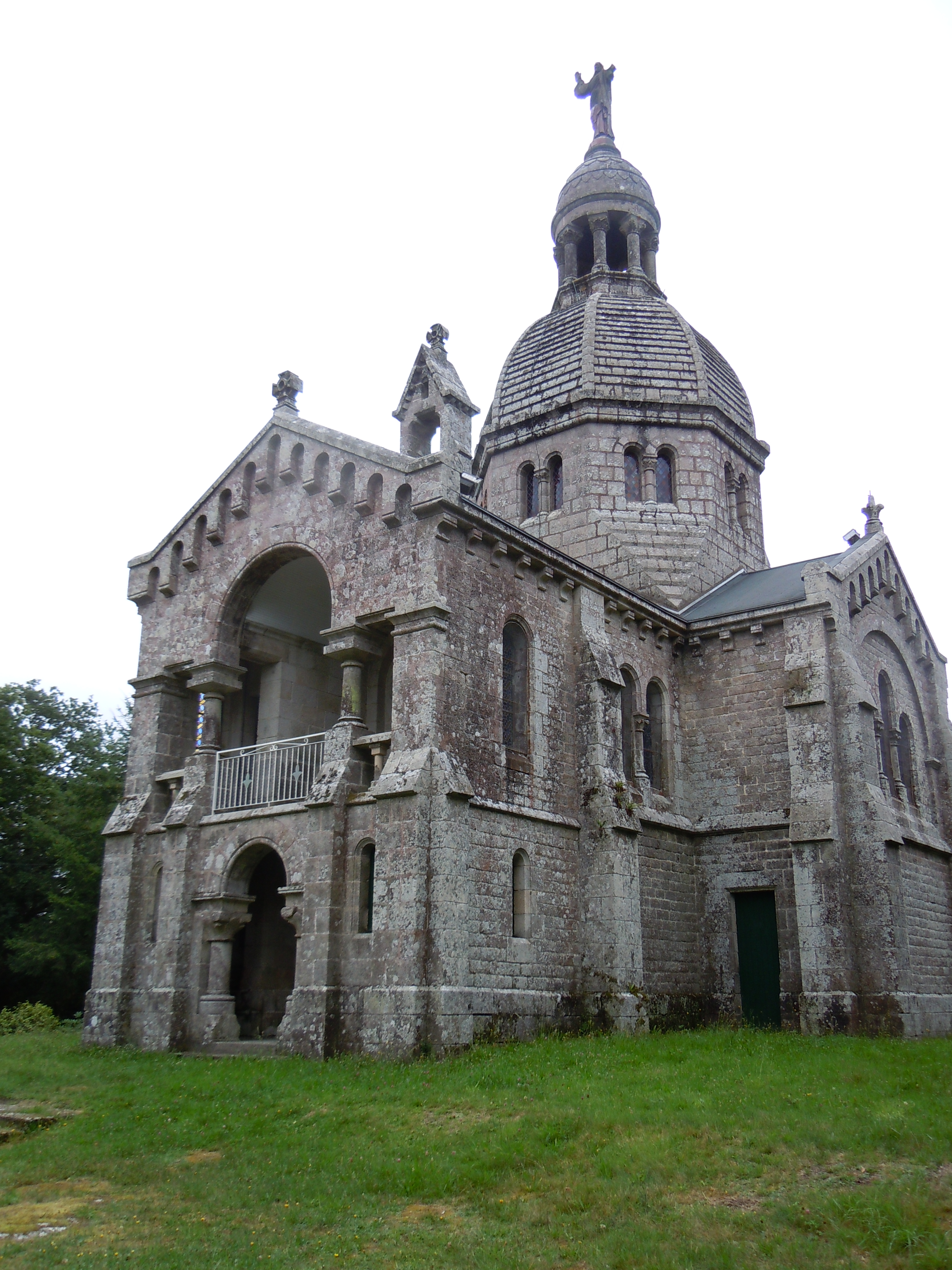
Chapelle du Sacré-Cœur.
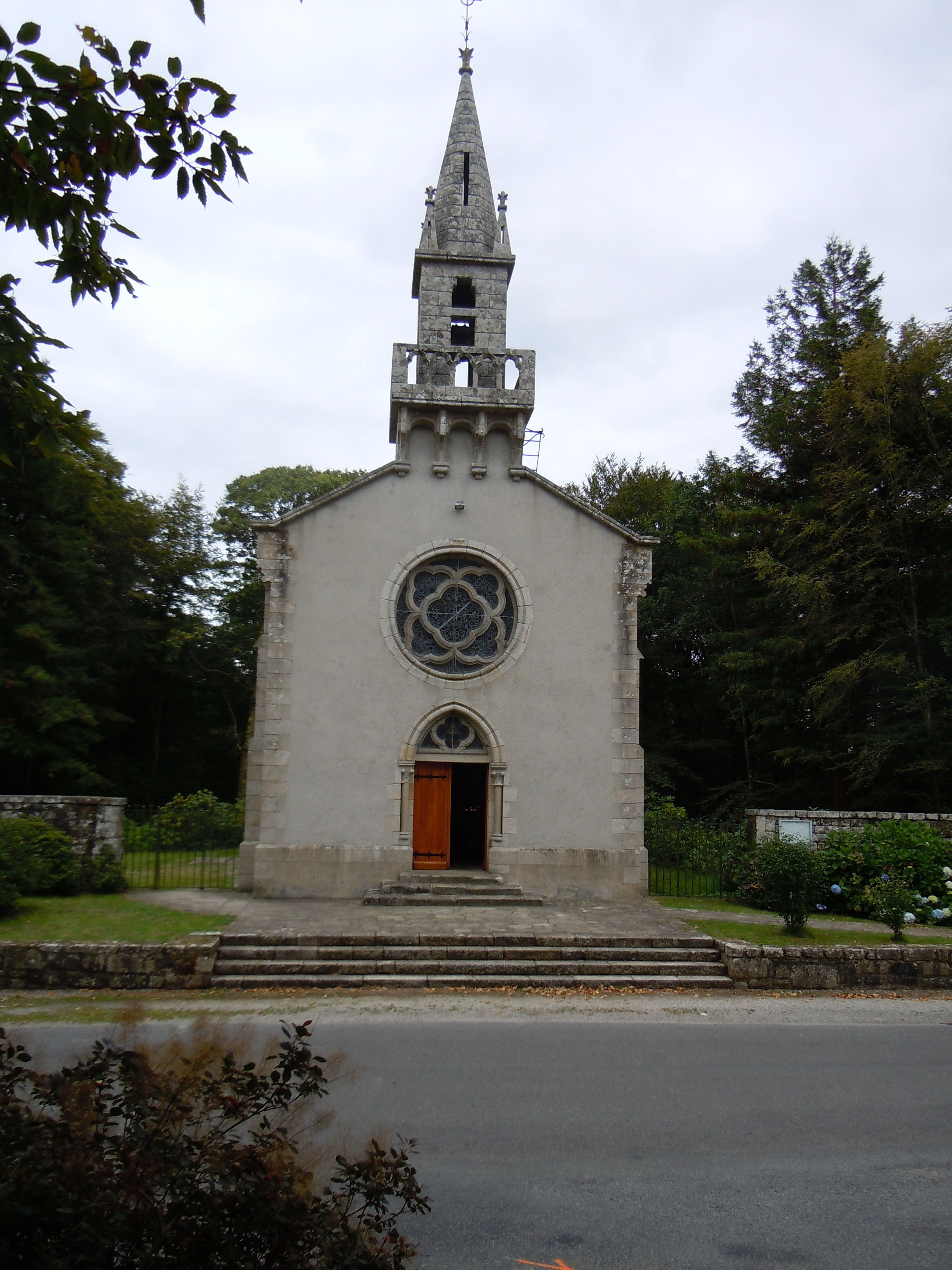
Chapelle Sainte-Anne-des-Bois.
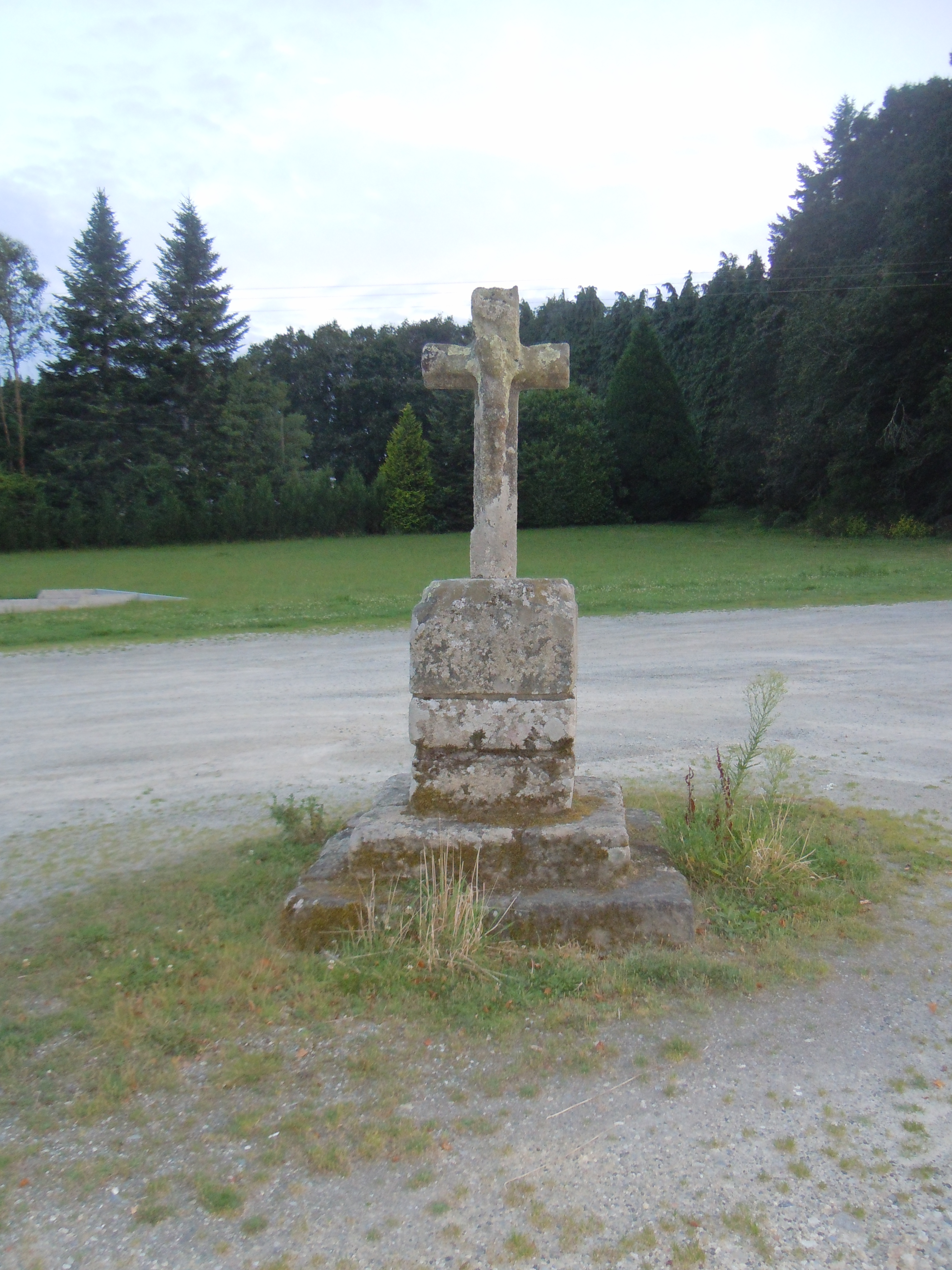
La croix de la Nation.

### Liste des lieux-dits et écarts
| - Bel Air - Bois du Crocq - Bonot - Botcoal - Castel Bouille - Château de Pontcallec - Clonze, le - Coadic Noguel - Coat Cren - Coët Cado - Corgat - Corroncq, le - Cosquer - Croix des Nations, la - Croix Verte, la - Foloben - Forges, les - Ganach - Gare, la - Garenne, la - Guergoat - Guernalgout | - Guernegal - Guernemoulin - Guernevé - Keralès - Keravel - Kerbillet - Kerbrest - Kerfany - Kerfernand - Kergaduret - Kergal - Kergroise - Kerham - Kerharff - Kerhenry - Kerhério - Kerhoat - Kerihuel - Keriquel - Kerjean - Kerléadec - Kerlivio | - Kerloc - Kerloise - Kerlosquet - Kermarrec - Kerninnec - Kerpriol - Kersivy - Kerveno - Kerybois - Lan Pellan - Landordu - Leannec, le - Léty, le - Leurven - Manébihan - Manépile - Marta, le - Mengleu - Menguen - Moulin de Corroncq - Moulin de Kerlous - Moulin de Poulhibet | - Nahellec - Namouhic - Nénévé, le - Nervoudic - Noguel - Noguello - Ouadec Vihan - Ouadec Vras - Pellan - Perihuec - Péros, le - Pont Bellec - Pont Callec - Pont Neuf, le - Pont Zinsec - Pontouzic - Pontulaire - Portz en Tallec - Poulgroix - Poulhibet - Prat er Gazec - Resclen | - Rescorbel - Roc,le - Rohorven - Ronz er Moal - Rotu, le - Rullan - Rustehen - Saint Albaud - Saint Germain - Sainte Anne des Bois - Storec - Sur la Bosse - Tachen Manac'h - Toulhosparc - Tromelin - Ty Neve Kerlivio - Tylen - Ty Nevé - Ty Nicol - Véchen - Villeneuve Zinzec - Zinzec |

### Équipements culturels
Voir Culture et loisirs à Roi Morvan Communauté.

### Personnalités liées à la commune
- Christian Gourcuff, ancien joueur de football de l'US Berné.
- Chrysogone-Clément de Guer (1679-1720), marquis de Pontcallec, exécuté le 26 mars 1720, place du Bouffay à Nantes, avec trois autres gentilshommes des environs, pour avoir fait appel à l'Espagne afin de sauvegarder les libertés de la Bretagne. Il était considéré comme le chef de la conspiration qui porte son nom : la conspiration de Pontcallec.
- Joseph Fraboulet de Kerléadec (1817-1877), descendant de Jacques Fraboulet, général de division, commandeur de la Légion d'Honneur.
- Léocadie Doze (1823-1859), comédienne, dramaturge et écrivaine.
- Paul Ihuel (1903-1974), député.